# David Villa
David Villa Sánchez (phát âm tiếng Tây Ban Nha: [daˈβið ˈbiʎa santʃeθ]; sinh ngày 3 tháng 12 năm 1981) là một cựu cầu thủ bóng đá chuyên nghiệp người Tây Ban Nha từng thi đấu ở vị trí tiền đạo cắm. Được đánh giá là một trong những tiền đạo cắm xuất sắc nhất thế giới trong thế hệ của mình, Villa hiện đang giữ kỷ lục cầu thủ ghi nhiều bàn thắng nhất cho đội tuyển bóng đá quốc gia Tây Ban Nha. Anh hiện đang giữ chức Phó Chủ tịch của CF Benidorm, câu lạc bộ đang thi đấu tại giải Tercera Federación của Tây Ban Nha.
Biệt danh El Guaje (Đứa trẻ theo tiếng Asturias) xuất phát từ việc Villa thường xuyên chơi bóng với những đứa trẻ lớn hơn nhiều tuổi. Dù dính chấn thương nặng khi còn nhỏ nhưng Villa đã bắt đầu sự nghiệp chuyên nghiệp của mình với Sporting de Gijón vào năm 2001. Anh chuyển đến Real Zaragoza sau hai mùa giải, nơi anh có trận ra mắt tại La Liga, giành Copa del Rey và Supercopa de España. Anh gia nhập Valencia vào năm 2005 với phí chuyển nhượng 12 triệu euro và giành được một danh hiệu Copa del Rey khác. 
Sau năm mùa giải thành công trong màu áo Valencia, anh đã chuyển đến Barcelona với giá 40 triệu euro vào năm 2010, nơi anh giành chức vô địch La Liga và UEFA Champions League đầu tiên, đồng thời ghi bàn trong trận chung kết năm 2011. Anh rời câu lạc bộ vào năm 2013 với mức phí chuyển nhượng trị giá 5,1 triệu euro để đến Atlético Madrid, tại đây anh tiếp tục giành được một danh hiệu La Liga. Sau một mùa giải duy nhất thi đấu cho đội bóng thủ đô Tây Ban Nha, Villa đến gia nhập New York City, nơi anh trở thành cầu thủ ghi nhiều bàn thắng của câu lạc bộ, giành giải MLS MVP cho cầu thủ xuất sắc nhất năm 2016. Năm 2018, Villa tuyên bố rời New York để đầu quân cho Vissel Kobe của Nhật Bản trước khi giải nghệ.
Villa có trận ra mắt quốc tế cho Tây Ban Nha vào năm 2005. Anh đã tham dự 4 giải đấu lớn và là thành viên không thể thiếu của đội tuyển Tây Ban Nha giành chức vô địch UEFA Euro 2008 và World Cup 2010. Anh ghi ba bàn tại World Cup 2006, là vua phá lưới tại Euro 2008 và giành Chiếc giày bạc tại World Cup 2010. Màn trình diễn của anh cho Tây Ban Nha và Valencia đã giúp anh có tên trong FIFA FIFPro World11 năm 2010. Anh cũng là cầu thủ Tây Ban Nha đầu tiên cán mốc 50 bàn thắng quốc tế, và sau lần tái xuất ngắn ngủi năm 2017, Villa khép lại sự nghiệp quốc tế với 59 bàn sau 98 trận đấu.

## Thời niên thiếu và khởi đầu sự nghiệp
Villa sinh ra tại Tuilla, một giáo xứ nhỏ thuộc thị trấn Langreo, vùng Asturias ở phía Bắc Tây Ban Nha, trong một gia đình có cha là José Manuel Villa, một công nhân mỏ than.
Khi mới lên bốn, giấc mơ trở thành cầu thủ của Villa tưởng chừng tan vỡ sau khi anh bị gãy xương đùi chân phải, chấn thương có tính chất nghiêm trọng với một đứa trẻ. Tuy nhiên, Villa đã hồi phục hoàn toàn. Từ đó, anh và cha mình bắt đầu tập trung rèn luyện chân trái, và chính nhờ nỗ lực này, Villa đã phát triển khả năng sút hai chân như một. Anh từng chia sẻ đầy xúc động về người cha luôn đồng hành trên hành trình bóng đá của mình: "Ông luôn ở đó, chuyền bóng cho tôi hết lần này đến lần khác, bắt tôi phải sút bằng chân trái khi chân phải còn đang bó bột. Tôi mới chỉ bốn tuổi. Tôi gần như không nhớ nổi buổi tập nào mà không có cha bên cạnh. Trên sân bóng, tôi chưa bao giờ đơn độc".
Villa từng thừa nhận mình suýt từ bỏ bóng đá ở tuổi 14 sau một quãng thời gian gây thất vọng và mâu thuẫn với huấn luyện viên. Tuy nhiên, nhờ sự động viên không ngừng từ cha mẹ, anh đã vượt qua và tiếp tục theo đuổi ước mơ, dần nhận ra tài năng của mình có thể giúp bản thân kiếm sống. Anh nhớ lại: "Khi đó tôi chỉ là một kẻ vô danh, không kiếm được đồng nào, cả mùa giải phải ngồi ghế dự bị. Tôi chỉ muốn rời đi để chơi bóng cùng bạn bè. Nhưng cha tôi luôn ở đó, ủng hộ và cổ vũ, cho đến khi sự nghiệp của tôi bắt đầu khởi sắc". Villa bắt đầu sự nghiệp cầu thủ tại câu lạc bộ UP Langreo, và khi bước sang tuổi 17, anh gia nhập lò đào tạo bóng đá Mareo.

## Sự nghiệp câu lạc bộ

### Sporting Gijón
–Pepe Acebal, cựu huấn luyện viên Sporting Gijón
Villa từng thu hút sự quan tâm từ nhiều đội bóng ở vùng Asturias, tuy nhiên, một trong những đội bóng lớn của khu vực, Real Oviedo, lại từ chối anh vì cho rằng anh quá thấp bé và không có đủ tiềm năng để phát triển thành cầu thủ chuyên nghiệp. Sau đó, Villa có bước đột phá đầu tiên trong sự nghiệp tại đội bóng quê nhà Sporting de Gijón, đi đúng theo con đường của thần tượng thuở nhỏ, Quini. Anh bắt đầu ở các tuyến trẻ của đội bóng và có trận ra mắt đội một trong mùa giải 2000–01. Sau hai mùa giải ghi được 25 bàn thắng, Villa nhanh chóng khẳng định chỗ đứng và trở thành trụ cột ở đội một. Huấn luyện viên Pepe Acebal, người dẫn dắt Sporting vào thời điểm đó, từng nhận xét rằng ban đầu Villa thiếu thể lực để tạo ra ảnh hưởng thực sự và cần được trao cơ hội dần dần. Tuy nhiên, chính tinh thần lao động và ý chí không ngừng nghỉ đã khiến ông tin tưởng:
"Khả năng làm việc của Villa là điều không ai sánh được".

### Real Zaragoza

#### Mùa giải 2003–04
Sau khi ghi gần 40 bàn thắng cho đội một của Sporting Gijón sau hai mùa giải trọn vẹn, Villa đã có cơ hội góp mặt ở La Liga khi đội bóng cũ lâm vào khó khăn tài chính. Mùa hè năm 2003, đội bóng mới thăng hạng Real Zaragoza đã nhanh tay chiêu mộ anh với mức phí khoảng 3 triệu euro.  Không mất nhiều thời gian để Villa thích nghi với môi trường ở đẳng cấp cao hơn, anh ghi 17 bàn thắng ngay trong mùa đầu tiên khoác áo Zaragoza. Villa có trận ra mắt La Liga ngay ở trận mở màn mùa giải, khi Zaragoza thất bại 0–1 trước Deportivo de La Coruña. Chỉ hai vòng đấu sau, anh có bàn thắng đầu tiên, pha lập công ở phút thứ 8 vào lưới Real Murcia, giúp Zaragoza dẫn 2–0, giúp đội nhà giành chiến thắng chung cuộc 3–0. Ngày 4 tháng 12 năm 2003, Villa lập cú đúp đầu tiên trong trận hòa 2–2 trước Athletic Bilbao. Đến ngày 25 tháng 4 năm 2004, khi anh lập một cú poker (ghi 4 bàn) trong trận hòa kịch tính 4–4 với Sevilla, một mình anh ghi toàn bộ số bàn thắng cho Zaragoza, hai lần đưa đội bóng vượt lên dẫn trước.
Zaragoza tiến vào chung kết Cúp Nhà vua Tây Ban Nha 2004, nơi Villa đóng vai trò then chốt với bàn thắng quan trọng giúp đội nhà vượt lên dẫn 2–1 trước Real Madrid và góp phần vào chiến thắng chung cuộc 3–2 nghiêng về Zaragoza. Không lâu sau chiến tích ấy, anh được triệu tập lên đội tuyển quốc gia Tây Ban Nha lần đầu tiên, đánh dấu bước ngoặt trong sự nghiệp. Người hâm mộ Zaragoza, tự hào về thành tích của anh, đã sáng tác bài hô vang nổi tiếng: “Illa illa illa, Villa maravilla!”, một cách chơi chữ với tên "Villa" và từ “maravilla” trong tiếng Tây Ban Nha, nghĩa là “kỳ diệu”, “tuyệt vời”.

#### Mùa giải 2004–05
Với chức vô địch Cúp Nhà vua, Zaragoza giành vé tham dự UEFA Cup 2004–05 – lần đầu tiên trong sự nghiệp Villa được thi đấu tại sân chơi châu Âu. Ngay trận mở màn vòng bảng gặp Utrecht, anh ghi cú đúp ở những phút cuối, giúp Zaragoza thắng 2–0. Tại vòng 1/8, Zaragoza chạm trán Austria Wien. Trận lượt đi kết thúc với tỷ số 1–1, còn ở lượt về, Villa lại ghi bàn trong trận hòa 2–2, nhưng đội bóng Áo đi tiếp nhờ luật bàn thắng sân khách. Ở đấu trường La Liga, ngày 23 tháng 9 năm 2004, Villa làm nức lòng các cổ động viên Zaragoza khi mở tỷ số trên sân Camp Nou trong trận gặp Barcelona. Tuy nhiên, đội chủ nhà đã lội ngược dòng và thắng chung cuộc 4–1. Ngày 17 tháng 4 năm 2005, Villa tiếp tục tỏa sáng với một cú đúp giúp Zaragoza đánh bại Sevilla với tỷ số 3–0.

### Valencia

#### Mùa giải 2005–06

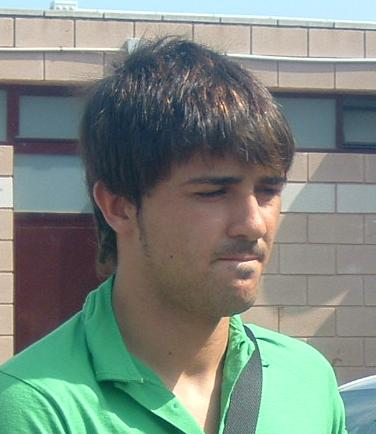
Villa năm 2005

Sau những thành công tại Real Zaragoza, đội bóng này rơi vào khủng hoảng tài chính và buộc phải bán đi những trụ cột. Nhờ đó, Villa có bước tiến lớn trong sự nghiệp khi được một trong những ông lớn của bóng đá Tây Ban Nha, Valencia CF, chiêu mộ với mức phí 12 triệu euro vào mùa hè năm 2005 dưới thời huấn luyện viên Quique Sánchez Flores. Ngay trong trận ra mắt Valencia tại Cúp Intertoto gặp Gent (Bỉ), Villa đã ghi bàn thắng mở tỷ số, góp phần vào chiến thắng 2–0. Anh có trận đấu đầu tiên tại La Liga cho Valencia vào ngày 27 tháng 8 năm 2005, vào sân từ ghế dự bị trong chiến thắng 1–0 trước Real Betis. Ở trận đấu tiếp theo gặp đội bóng cũ Zaragoza, họ dẫn trước 2–1 trong phần lớn thời gian, nhưng Villa được tung vào sân phút 81 thay Rubén Baraja và lập tức ghi bàn gỡ hòa chỉ sau một phút có mặt, mang về trận hòa 2–2 quý giá cho Valencia.
Ngày 21 tháng 9, anh tiếp tục sắm vai người hùng với cú đúp vào lưới Barcelona tại Camp Nou, trong đó có một bàn thắng hy hữu khi pha phát bóng của thủ môn Víctor Valdés dội vào lưng Villa bay ngược vào lưới, giúp Valencia tạm dẫn trước. Ngày 23 tháng 10, Villa tiếp tục ghi bàn thắng duy nhất trong chiến thắng trước Real Madrid ngay tại sân vận động Santiago Bernabéu, và một lần nữa lại hạ gục Barcelona ngày 12 tháng 2 năm 2006 với bàn thắng duy nhất mang về trận thắng 1–0. Ngày 4 tháng 2 năm 2006, Villa ghi một siêu phẩm từ giữa sân vào lưới Deportivo La Coruña trên sân Riazor – một cú sút từ khoảng cách 50 yard (gần giữa sân) bay thẳng vào lưới. ESPN gọi đó là một bàn thắng “tuyệt đỉnh”, còn nhà báo Sid Lowe ca ngợi đây là “bàn thắng đẹp nhất sự nghiệp Villa”, nhấn mạnh đó là pha bóng “quay người dứt điểm” đầy ngẫu hứng.
Ngày 23 tháng 4 năm 2006, Villa lập cú hat-trick đầu tiên cho Valencia trong trận gặp Athletic Bilbao  trên sân San Mamés – chỉ trong vòng 5 phút (từ phút 80 đến 85), một trong những cú hat-trick nhanh nhất lịch sử La Liga. Valencia thắng trận đó 3–0. Mùa giải đó, anh ghi 25 bàn sau 35 trận tại La Liga, chỉ kém một bàn so với Vua phá lưới mùa giải là Samuel Eto'o của Barcelona. Thành tích này là thành tích tốt nhất của một cầu thủ Valencia kể từ thời điểm Edmundo Suárezư đạt được hơn 60 năm trước.

#### Mùa giải 2006–07
Phong độ ấn tượng của Villa tiếp tục được duy trì trong mùa giải 2006–07, khi anh kết hợp cùng Fernando Morientes, cựu tiền đạo Real Madrid, tạo thành cặp “song sát” đáng gờm. Cả hai ghi tổng cộng 43 bàn thắng trên mọi đấu trường. Đây cũng là mùa giải đánh dấu lần đầu tiên Villa được ra sân tại UEFA Champions League. Trận đầu tiên của anh là vòng loại gặp Red Bull Salzburg, vào sân từ ghế dự bị trong trận thua 0–1 lượt đi. Ở lượt về, Villa được đá chính và ghi bàn trong chiến thắng 3–0, giúp Valencia vượt qua vòng loại. Ở vòng bảng, anh có những bàn thắng quan trọng vào lưới AS Roma và Shakhtar Donetsk, góp phần giúp Valencia vượt qua vòng bảng. Tại vòng 1/8 gặp Inter Milan, Villa ghi bàn từ một cú đá phạt hàng rào tuyệt đẹp ngay tại Giuseppe Meazza. Một hậu vệ của Inter sau đó phải thốt lên rằng Villa đã "làm cho chúng tôi trông như những gã ngốc". Valencia tiến vào tứ kết, chạm trán Chelsea. Villa thi đấu cả hai lượt trận nhưng không ghi bàn, và Valencia bị loại với tổng tỷ số 2–3. Tháng 10 năm 2006, Villa được đề cử vào danh sách 50 ứng viên Quả bóng Vàng châu Âu, đánh dấu sự công nhận về tầm vóc và vị thế của anh ở đấu trường quốc tế.
Tại các giải quốc nội, anh tiếp tục là nhân tố chủ lực, với bàn thắng quyết định vào lưới Espanyol và một cú đúp vào lưới Sevilla, kết thúc mùa giải với 16 bàn thắng – xếp thứ 6 trong danh sách Vua phá lưới La Liga (bằng thành tích với Raúl Tamudo), ngoài ra anh cũng là cầu thủ kiến tạo nhiều nhất mùa giải.

#### Mùa giải 2007–08

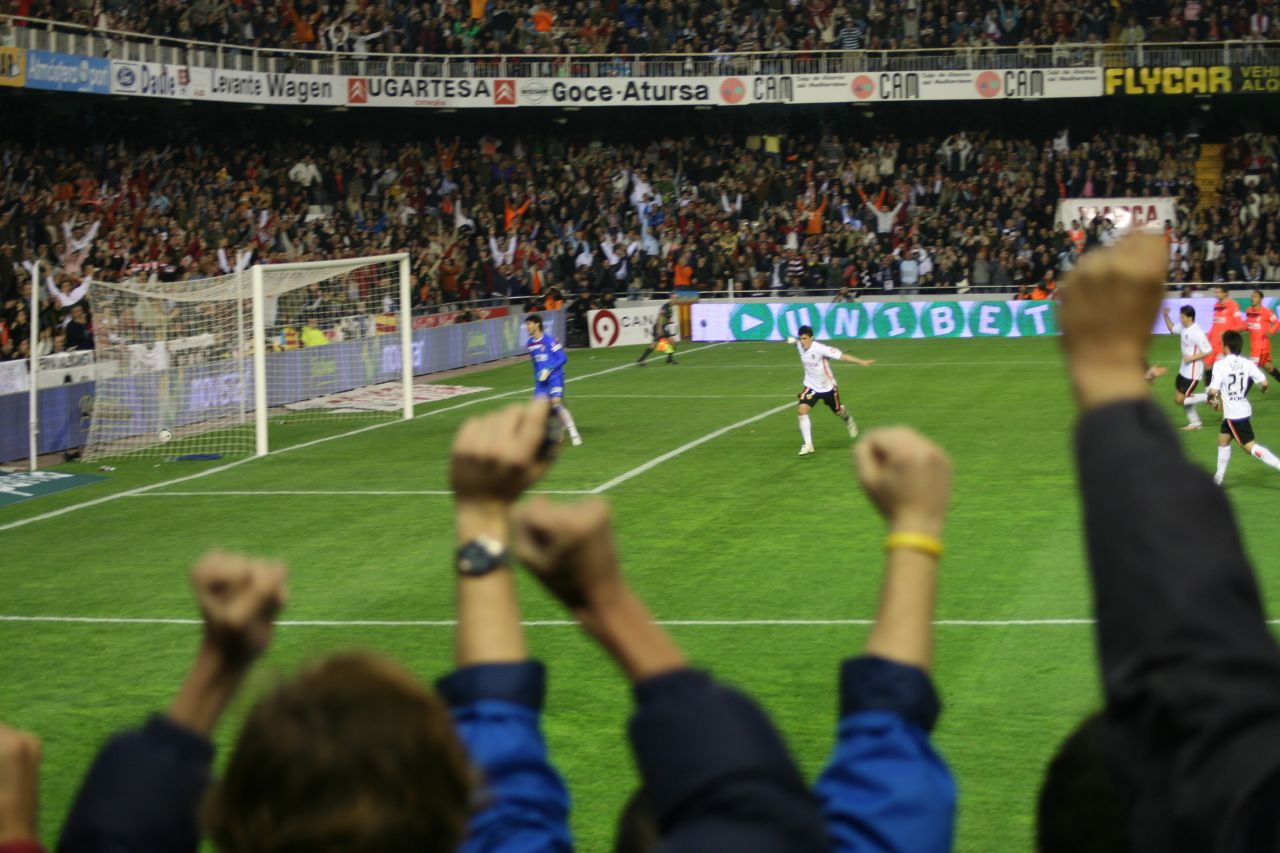
Villa sau khi ghi bàn từ chấm phạt đền vào lưới Sevilla năm 2007

Mùa giải 2007–08 là một giai đoạn đầy biến động đối với cả Villa lẫn Valencia. Huấn luyện viên Quique Sánchez Flores bị sa thải từ sớm và người kế nhiệm, Ronald Koeman cũng không thể giúp đội bóng khởi sắc dù đã đưa Valencia giành chức vô địch Cúp Nhà vua Tây Ban Nha sau khi đánh bại Getafe, trước khi chính ông bị sa thải vào ngày 22 tháng 4. Cuối mùa, Valencia bổ nhiệm vị chiến lược gia trẻ và tài năng Unai Emery từ Almería. Dù thi đấu trong hoàn cảnh đội bóng bất ổn, Villa vẫn ghi được 18 bàn thắng trong 26 lần ra sân tại La Liga dưới thời Koeman. Đặc biệt, anh góp công lớn giúp Valencia lên ngôi tại Copa del Rey lần thứ hai trong sự nghiệp, sau khi đánh bại Barcelona 3–2 ở bán kết và thắng Getafe 3–1 ở chung kết. Chức vô địch này cũng giúp Valencia giành vé dự UEFA Cup mùa kế tiếp. Sau khi kết thúc mùa giải, Villa gia hạn hợp đồng thêm 6 năm, cam kết gắn bó với đội bóng đến năm 2014.
Ở Champions League, Villa tiếp tục tỏa sáng với bàn thắng duy nhất vào lưới Schalke 04, mang về chiến thắng 1–0 cho Valencia. Anh cũng mở tỷ số trong trận đấu với Chelsea, nhưng Valencia để thua 1–2 sau các bàn thắng của Joe Cole và Didier Drogba. Valencia đứng bét bảng và bị loại. Dù vậy, Villa vẫn kịp để lại dấu ấn trong trận thứ 100 của anh tại La Liga cho Valencia, với một cú hat-trick vào lưới Levante, nâng tổng số bàn thắng tại giải vô địch quốc qua của anh cho câu lạc bộ lên 56 bàn. Anh khép lại mùa giải với 18 bàn thắng, trong đó có cú đúp vào lưới Atlético Madrid ở vòng cuối.

#### Mùa giải 2008–09
Sau khi giành danh hiệu Vua phá lưới Euro 2008, Villa bước vào mùa giải mới với phong độ cao. Anh ghi bàn thắng mở tỷ số trong chiến thắng 3–0 trước Mallorca ở trận khai mạc mùa giải. Trong kỳ chuyển nhượng hè, khi Real Madrid không thể chiêu mộ anh, Huấn luyện viên Bernd Schuster đã mỉa mai rằng Villa "không có tham vọng". Đáp trả, Villa nói thẳng: "Tham vọng bóng đá không nằm ở cái miệng, mà nằm ở đôi chân. Người ta có thể nói tôi chơi tệ, bỏ lỡ cơ hội, nhưng không thể nói tôi thiếu tham vọng. Tôi đã chứng minh điều đó tại Langreo, Sporting, Zaragoza và cả đội tuyển quốc gia". Tháng 10 năm 2008, Kaká phát biểu trên kênh Canal+ rằng Villa là "cầu thủ Tây Ban Nha hay nhất" và là người anh "muốn thi đấu cùng nhất". Đến tháng 12, Villa xếp thứ 7 trong cuộc đua Quả bóng Vàng 2008, và vào tháng 1 năm 2009, anh được xếp đồng hạng 9 trong giải Cầu thủ xuất sắc nhất năm của FIFA, ngang hàng với Iniesta.
– Đồng đội tại tuyển Tây Ban Nha, Cesc Fàbregas, nói về David Villa
Tại UEFA Cup, Valencia đứng thứ hai vòng bảng. Villa không được sử dụng thường xuyên, chủ yếu ngồi dự bị hoặc vào sân cuối trận. Dù vậy, anh vẫn kịp ghi bàn thắng quyết định vào lưới Marítimo, và góp mặt ở vòng 32 đội gặp Dynamo Kyiv, nơi Valencia bị loại bởi luật bàn thắng sân khách sau tổng tỷ số 3–3.
Giữa mùa, Villa tiếp tục duy trì phong độ săn bàn đều đặn. Anh ghi bàn vào lưới Deportivo nhưng bị truất quyền thi đấu do phạm lỗi với thủ môn Daniel Aranzubia, khiến anh bị treo giò trận kế tiếp gặp Valladolid (Valencia thua 1–2). Khi chuẩn bị trở lại, Villa lại dính chấn thương khớp gối trái và nghỉ thi đấu 15 ngày, lỡ 3 trận liên tiếp gặp Numancia, Recreativo de Huelva và Racing de Santander. Trở lại vào ngày 5 tháng 4 năm 2009, Villa ngay lập tức ghi cú đúp vào lưới Getafe trong chiến thắng 4–1. Ngày 12 tháng 4, anh trở lại El Molinón – sân nhà của Sporting Gijón, nơi anh khởi đầu sự nghiệp. Dù xúc động, Villa vẫn ghi bàn thứ hai cho Valencia trong chiến thắng 3–2, nhưng giữ đúng lời hứa không ăn mừng. Anh sau đó tiếp tục nổ súng trước Villarreal, rồi ghi thêm 2 bàn vào lưới Athletic Bilbao, khép lại mùa giải với 28 bàn thắng – bằng thành tích của huyền thoại Mario Kempes (1977–78) và Predrag Mijatović (1995–96). Tuy nhiên, Villa chỉ cần 33 trận để đạt 28 bàn, hiệu suất 0,84 bàn/trận, cao hơn cả hai người kể trên.
Kết thúc mùa 2008–09, Villa đã có 4 mùa giải khoác áo Valencia, ghi tổng cộng 101 bàn trong 180 trận chính thức; trong cùng giai đoạn, chỉ có Samuel Eto'o (Barcelona) ghi nhiều bàn hơn Villa, nhưng theo nhà báo Sid Lowe, Barça đã ghi nhiều hơn Valencia tới 129 bàn, và Villa lại là người kiêm luôn cả sút phạt, đá phạt góc, nên không thể tự đánh đầu vào các quả tạt của chính mình! Tại La Liga, Villa xếp thứ ba trong danh sách Vua phá lưới, chỉ sau Eto’o (30 bàn) và Forlán (32 bàn). Mùa giải 2008–09 là mùa ghi bàn tốt nhất của Villa tại Valencia, vượt qua thành tích 25 bàn ở mùa 2005–06.

#### Mùa giải 2009–10
–Quini, huyền thoại bóng đá Tây Ban Nha và 5 lần giành danh hiệu Pichichi (Vua phá lưới La Liga)
Sau khi Tây Ban Nha bất ngờ bị loại ở Cúp Liên đoàn các châu lục, Villa trở lại sau kỳ nghỉ vào ngày 27 tháng 7, trong khi truyền thông liên tục đồn đoán về khả năng anh sẽ gia nhập những câu lạc bộ hàng đầu như Real Madrid, Barcelona, Liverpool, Chelsea và Manchester United. Villa đã bác bỏ những tin đồn này khi tuyên bố mong muốn ở lại Mestalla để hoàn thành hợp đồng, nhấn mạnh rằng anh “không thể dành cả mùa hè để bác bỏ những lời đồn đại, vì vậy tôi quyết định im lặng... Tôi đã được bảo rằng nên rời Valencia vì lợi ích của câu lạc bộ, nhưng ngay sau đó mọi thứ đã thay đổi và từ lúc đó tôi không bao giờ thấy mình sẽ rời khỏi đây – trước khi Euro, câu lạc bộ đã nói với tôi mức giá yêu cầu và tôi nghĩ họ sẽ bán tôi, nhưng khi tôi trở lại sau kỳ nghỉ, Vicente Soriano đã nói rằng ông không muốn tôi rời Valencia. Điều đó xóa bỏ mọi nghi ngờ của tôi. Không có chuyến tàu nào đã bỏ lỡ, vì tất cả những gì tôi đạt được đều nhờ Valencia và đội tuyển Tây Ban Nha". Khi được hỏi liệu có nên xin lỗi các fan Valencia hay không, anh trả lời đơn giản: "Tôi không giết ai cả, tôi không nghĩ mình phải xin lỗi".
Vào ngày 20 tháng 8 năm 2009, Villa ghi bàn trong trận đấu chính thức đầu tiên của mùa giải, một trận đấu vòng loại UEFA Europa League với Stabæk, Valencia thắng 3–0. Anh tiếp tục ghi hai bàn vào ngày 13 tháng 9 trước Real Valladolid, đó là hai bàn thắng đầu tiên trong mùa giải 2009–10 của Villa. Một tuần sau, Villa ghi thêm hai bàn nữa vào lưới đội bóng cũ Sporting Gijón trong trận hòa 2–2 tại Mestalla, nơi anh cũng đảm nhận vai trò đội trưởng. Sau trận đấu, Villa ám chỉ sự không hài lòng với quyết định của huấn luyện viên Unai Emery, nói rằng: “Cách tiếp cận trong hiệp hai là không đúng. Chúng tôi đã lơi lỏng và cuối cùng kết quả cũng như năm ngoái. Những gì đã xảy ra thì đã xảy ra, nhưng thủ môn của họ chơi tốt, còn cách tiếp cận của chúng tôi thì không tốt". Tuy nhiên một ngày sau, Villa đã phủ nhận việc chỉ trích Emery, nhấn mạnh rằng: "Khi tôi nói về cách tiếp cận, tôi đang nói về toàn đội, tôi đã nói trong cơn bực bội sau khi chúng tôi mất hai điểm và tôi đã nói những gì mình nghĩ, nhưng tôi đã làm rõ mọi thứ cần phải làm rõ".
Năm 2009, Villa ghi nhiều bàn thắng hơn bất kỳ cầu thủ nào khác, tổng cộng 43 bàn sau 54 trận đấu cho cả đội tuyển Tây Ban Nha và Valencia. IFFHS đã xếp anh ở vị trí thứ tư trong bảng xếp hạng "Cầu thủ ghi bàn hàng đầu thế giới năm 2009".
Vào ngày 18 tháng 10, Villa được đề cử cho giải Quả bóng vàng châu Âu, và gần hai tuần sau, vào ngày 30 tháng 10, anh được đề cử cho giải Cầu thủ xuất sắc nhất năm của FIFA. Sau ba trận đấu tại La Liga không ghi bàn, Villa đã ghi hai bàn giúp Valencia thắng 4–1 trước Villarreal vào ngày 17 tháng 1 năm 2010, bàn thắng đầu tiên của anh trong trận đấu này cũng là bàn thắng thứ 100 tại La Liga cho Valencia. Một cú đúp khác đã được Villa lập vào ngày 22 tháng 2 năm 2010 trước Getafe, bàn thắng thứ hai được miêu tả là “một pha lốp bóng tuyệt vời” (theo mô tả của ESPN) qua đầu thủ môn Jordi Codina. Vào ngày 18 tháng 3, Valencia làm khách tại Weserstadion để đối đầu với Werder Bremen ở Europa League. Villa ghi một cú hat-trick, trong đó bàn thắng thứ ba rất đáng chú ý khi anh sút bóng từ khoảng cách 8 yard. Trận đấu kết thúc với tỷ số 4–4 và Valencia tiếp tục vào vòng tiếp theo nhờ luật bàn thắng sân khách. Vào ngày 4 tháng 5 năm 2010, Valencia gặp Xerez; Villa không đá chính nhưng vào sân thay người ở phút 62, trận đấu kết thúc với chiến thắng 3–1 cho Valencia. Đó là trận đấu cuối cùng của Villa cho Valencia, dù câu lạc bộ còn hai trận đấu nữa ở La Liga, nhưng Villa không tham gia vào các trận đấu sau đó.

### Barcelona

#### Mùa giải 2010–11

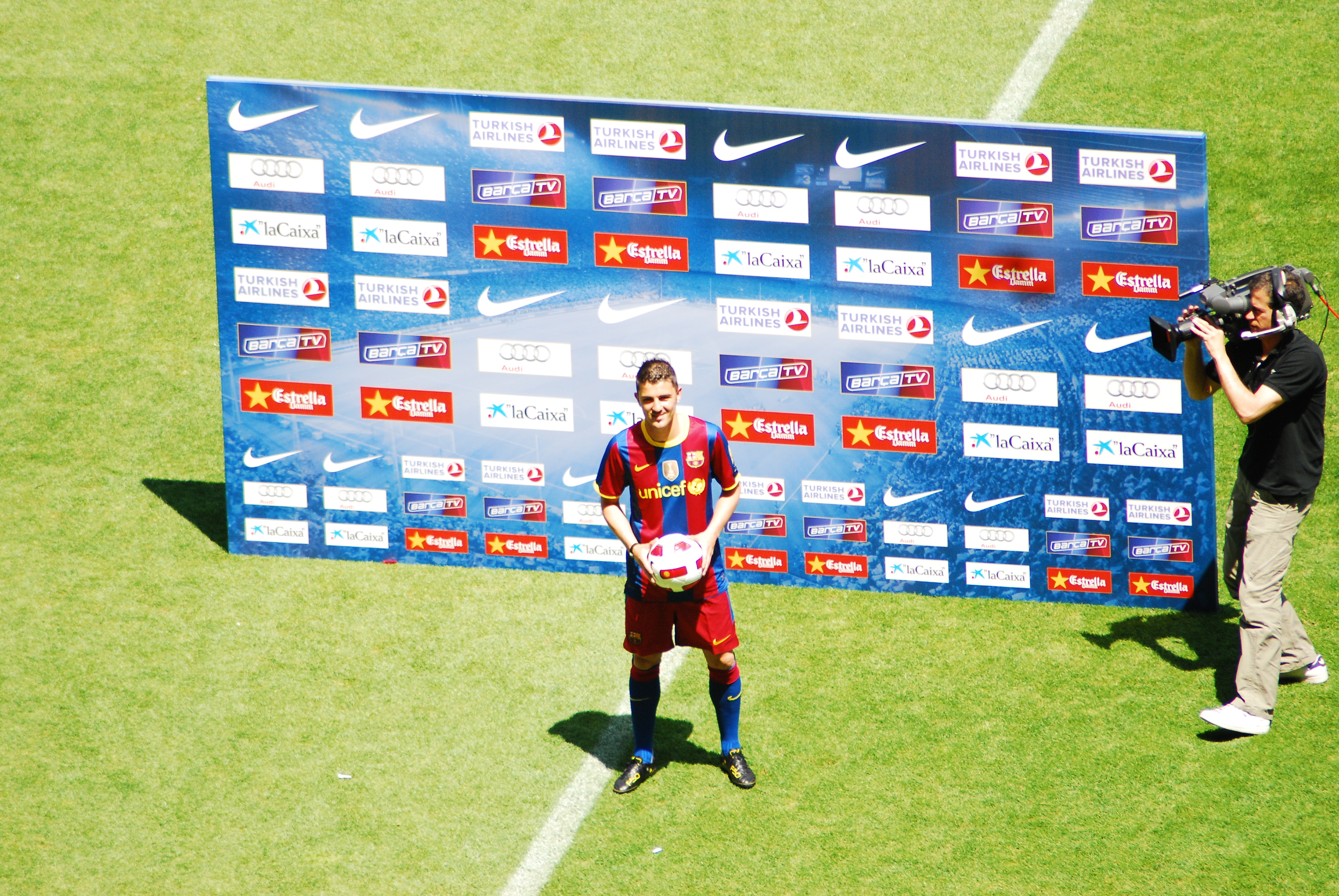
Villa tại buổi ra mắt tại Barcelona năm 2010.

Trong kì chuyển nhượng mùa hè 2010, ngay vào ngày 19 tháng 5, Villa đã chuyển đến Barcelona với mức giá 40 triệu Euro. Villa ký hợp đồng có thời hạn 4 năm, kèm điều khoản gia hạn thêm 1 năm, với mức lương được cho là 7 triệu euro mỗi mùa. Với thương vụ này, anh tiếp bước những thần tượng thời thơ ấu của mình như Luis Enrique và Quini, những người cũng khởi nghiệp tại Sporting Gijón và sau đó khoác áo Barcelona. Chỉ hai ngày sau, ngày 21 tháng 5, hơn 35.000 cổ động viên đã có mặt tại Camp Nou để chứng kiến lễ ra mắt hoành tráng của Villa. Tại buổi lễ, anh trình làng mẫu áo đấu của Barcelona mùa giải 2010–11 và được trao chiếc áo số 7 yêu thích – số áo bỏ trống kể từ khi Eiður Guðjohnsen rời đội năm 2009. Anh có trận đấu đầu tiên cho câu lạc bộ mới tại trận đấu lượt về Siêu cúp bóng đá Tây Ban Nha 2010, khi vào sân thay cho Pedro Rodríguez. Trận đấu này cũng đánh dấu danh hiệu đầu tiên của anh cùng câu lạc bộ, sau chiến thắng 5-3 trước Sevilla sau hai lượt đi về, trong đó Lionel Messi lập được hat-trick. Bàn thắng đầu tiên của Villa đến trong trận Cúp Joan Gamper gặp AC Milan, một pha lập công trong trận đấu có tỷ số hòa 1–1 trước khi Barcelona thắng 3–1 trên loạt sút luân lưu.

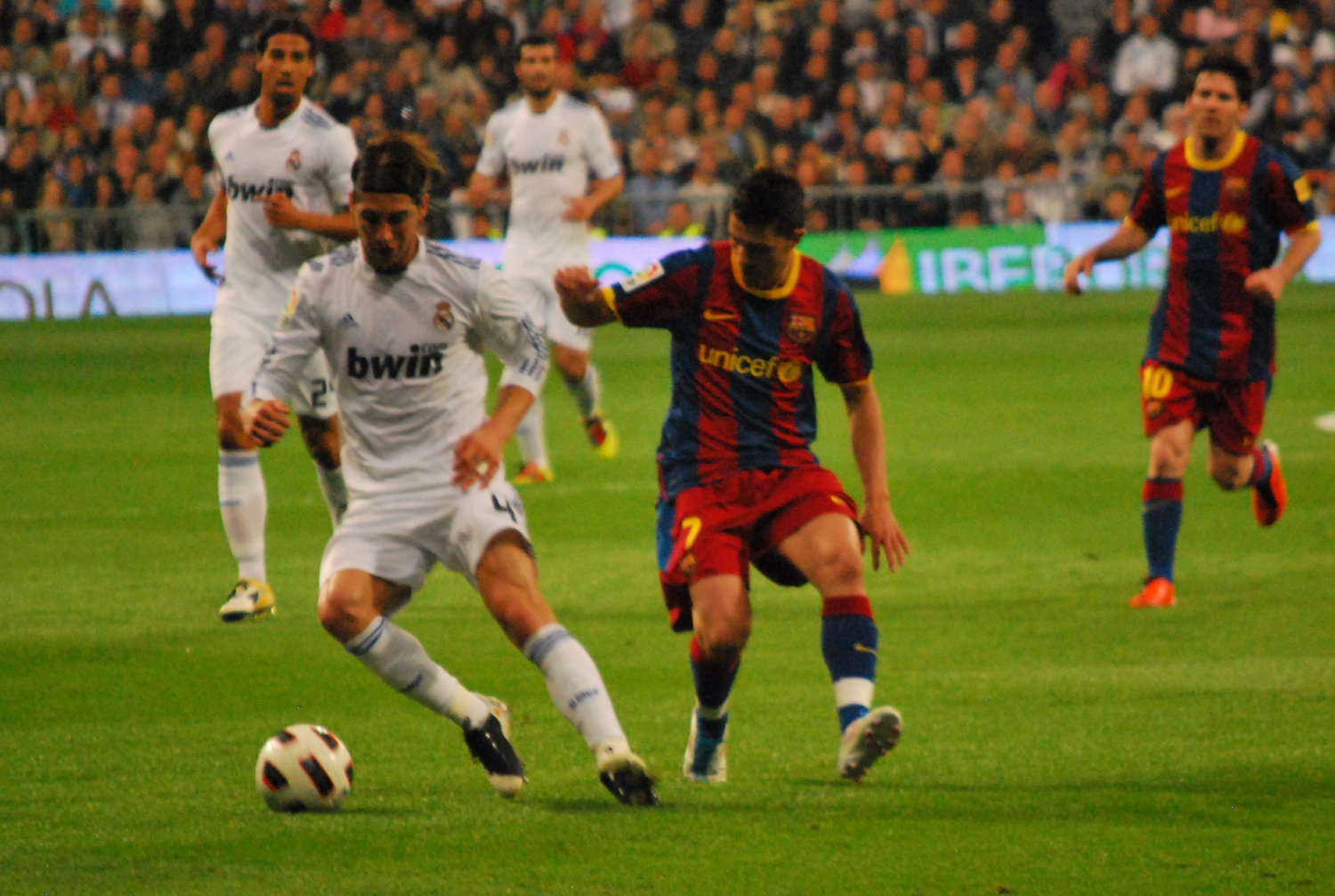
Villa đang tranh chấp với Sergio Ramos trong trận thắng 5–0 trước Real Madrid

Ngày 29 tháng 8 năm 2010, Villa có trận đầu tiên tại La Liga cho Barcelona trong chiến thắng 3–0 trước Racing de Santander, chính anh là người ghi bàn ấn định tỉ số trận đấu. Ngày 14 tháng 9 năm 2010, Villa có trận ra mắt trong màu áo Barcelona tại Champions League và anh tiếp tục ghi bàn trong chiến thắng 5–1 trước Panathinaikos F.C. Ngay trong trận đấu El Clásico đầu tiên mà anh tham gia ngày 29 tháng 11, Villa đã lập một cú đúp trong chiến thắng 5–0 của Barcelona tại Camp Nou. Sau trận, anh chia sẻ: "Đây là chiến thắng cực kỳ quan trọng. Chúng tôi đã quyết tâm giành chiến thắng và đã làm được. Với tỷ số và cách thể hiện như vậy, bạn không thể đòi hỏi gì hơn"." Ngày 27 tháng 12 năm 2010, Villa nhận giải "Vận động viên của năm" do Học viện Thể thao Hoa Kỳ trao tặng. Ở tháng 12, Villa tiếp tục ghi bàn trong chiến thắng 5–0 trước Real Sociedad và lập cú đúp vào lưới Espanyol giúp Barcelona vùi dập đối thủ cùng thành phố với tỷ số 5–1.
Ngày 29 tháng 5, Villa ghi bàn thắng quyết định trong trận chung kết UEFA Champions League 2011, từ một cú cứa lòng tuyệt đẹp từ khoảng cách 25 mét, giúp Barcelona đánh bại đối thủ Manchester United với tỷ số 3–1. Đây cũng là danh hiệu Champions League đầu tiên trong sự nghiệp cầu thủ của anh.

#### Mùa giải 2011–12
David Villa khởi đầu mùa giải 2011–12 khá ấn tượng khi ghi bàn trong các trận giao hữu tiền mùa giải trước hai đội bóng của Mexico là Guadalajara và América. Trận đấu chính thức đầu tiên của anh trong mùa giải này là cuộc đối đầu với Real Madrid tại lượt đi Siêu cúp bóng đá Tây Ban Nha 2011, nơi mà Villa đã ghi một bàn thắng đẳng cấp giúp Barcelona cầm hòa 2-2 Real tại sân Santiago Bernabéu, nhưng trong trận lượt về sau đó anh đã bị truất quyền thi đấu do tranh cãi với Mesut Özil, dù Barcelona giành chiến thắng kịch tính 3–2 để đoạt cúp. Ngày 17 tháng 9 năm 2011, Villa đã ghi hai bàn thắng và buộc Rovérsio phải phản lưới nhà trong trận thắng hủy diệt 8–0 của Barcelona. Villa bị gãy xương ống chân trái trong trận đấu với Al Sadd tại Giải vô địch bóng đá thế giới các câu lạc bộ 2011. Bác sĩ chẩn đoán anh phải nghỉ thi đấu hơn sáu tháng, tuy nhiên sau đó chấn thương này khiến anh không thể thi đấu giai đoạn còn lại của mùa giải và thậm chí không thể tham dự Euro 2012 cùng đội tuyển Tây Ban Nha.

#### Mùa giải 2012–13
Sau 8 tháng ngồi ngoài vì chấn thương gãy xương chày, Villa chính thức trở lại sân cỏ trong trận giao hữu ngày 11 tháng 8 năm 2012, khi anh vào sân ở phút 73 trong chiến thắng 2–0 trước Dinamo Bucharest. Chỉ 8 ngày sau, Villa ghi dấu ấn ngay trong trận mở màn La Liga mùa giải mới, khi vào sân thay Pedro và chỉ mất 7 phút để ghi bàn, ấn định chiến thắng 5–1 cho Barcelona trước Real Sociedad. Ngày 28 tháng 11, anh lập cú đúp trong chiến thắng 3–1 trước Deportivo Alavés tại Cúp Nhà vua, trong đó có bàn thắng thứ 300 trong sự nghiệp thi đấu chuyên nghiệp – một cột mốc đáng nhớ của chân sút người Asturias.
Trong trận đấu vòng 1/16 UEFA Champions League với A.C. Milan, Villa là người đã ghi bàn thắng thứ ba trong chiến thắng 4–0 của Barcelona, giúp đội bóng này lội ngược dòng thành công khoảng cách hai bàn ở trận lượt đi. Đến vòng tứ kết gặp Paris Saint-Germain, Villa kiến tạo cho Pedro ghi bàn gỡ hòa 1–1 ở trận lượt về. Tuy nhiên, trước một Bayern Munich quá vượt trội, Barcelona bị loại sau thất bại chung cuộc 0–7 đầy cay đắng. Dù không còn giữ suất đá chính thường xuyên, phần lớn do thời gian hồi phục chấn thương, Villa vẫn thể hiện giá trị khi ghi 16 bàn sau 39 trận trên mọi đấu trường. Phong độ đó giúp anh được triệu tập trở lại đội tuyển quốc gia tham dự FIFA Confederations Cup 2013.
Tại Barcelona, Villa đã ghi được 48 bàn thắng trong tổng số 119 trận đấu trên tất cả các giải đấu.

### Atlético Madrid

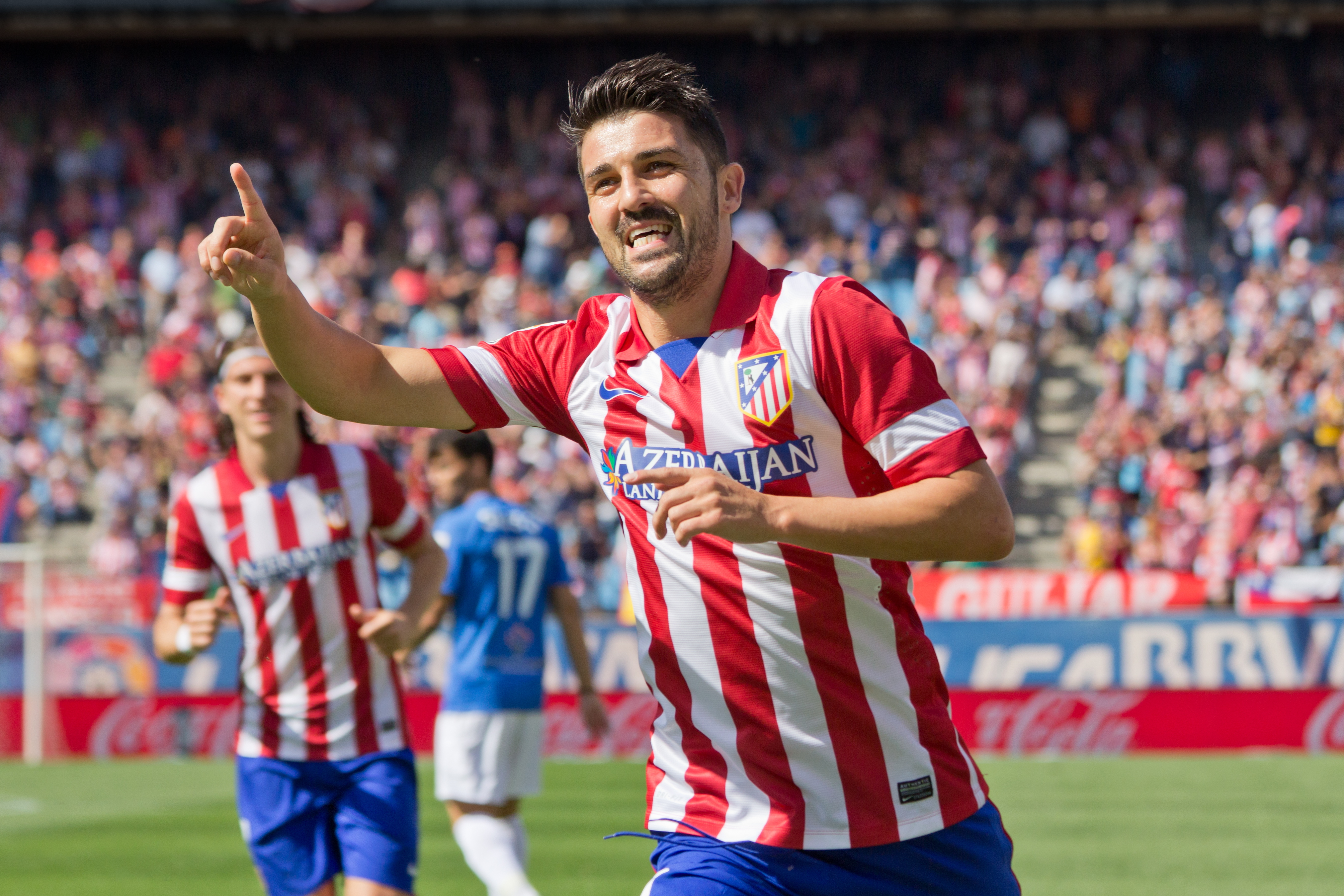
Villa thi đấu cho Atlético năm 2013

Ngày 8 tháng 7 năm 2013, Barcelona tuyên bố đã đạt được thỏa thuận chuyển nhượng Villa đến với Atlético Madrid với giá 5,1 triệu €. Tại Atlético, anh khoác áo số 9, số áo cũ của Radamel Falcao. Bàn thắng đầu tiên của anh cho Atlético là một cú sút xa từ hơn 20m trong chiến thắng 2–0 trước UD Las Palmas Ở trận giao hữu trước mùa giải. Ngày 21 tháng 8 năm 2013, anh có bàn thắng đầu tiên cho câu lạc bộ mới bằng bàn thắng vào lưới chính câu lạc bộ cũ Barcelona trong trận lượt đi Siêu cúp Tây Ban Nha 2013 kết thúc với tỉ số hòa 1–1. Sau hai bàn thắng vào lưới Real Sociedad và Almería, Villa trải qua 40 ngày không thể ghi bàn cho Atlético dù được ra sân thường xuyên. Đến ngày 27 tháng 10, anh chấm dứt cơn khát bàn thắng vào cú đúp trong chiến thắng 5–0 trước Real Betis.
Phần còn lại của mùa giải, anh còn có thêm hai cú đúp nữa, một vào lưới Getafe trong trận thắng 7–0 ngày 23 tháng 11, và một trong chiến thắng 2-0 trước Celta de Vigo ngfay 8 tháng 3 năm 2014, giúp Atlético trở lại vị trí thứ hai tại La Liga. Villa có được 13 bàn thắng trong 36 trận đấu tại La Liga cho Atlético Madrid, góp công giúp đội bóng này giành chức vô địch La Liga đầu tiên kể từ năm 1996.

### New York City

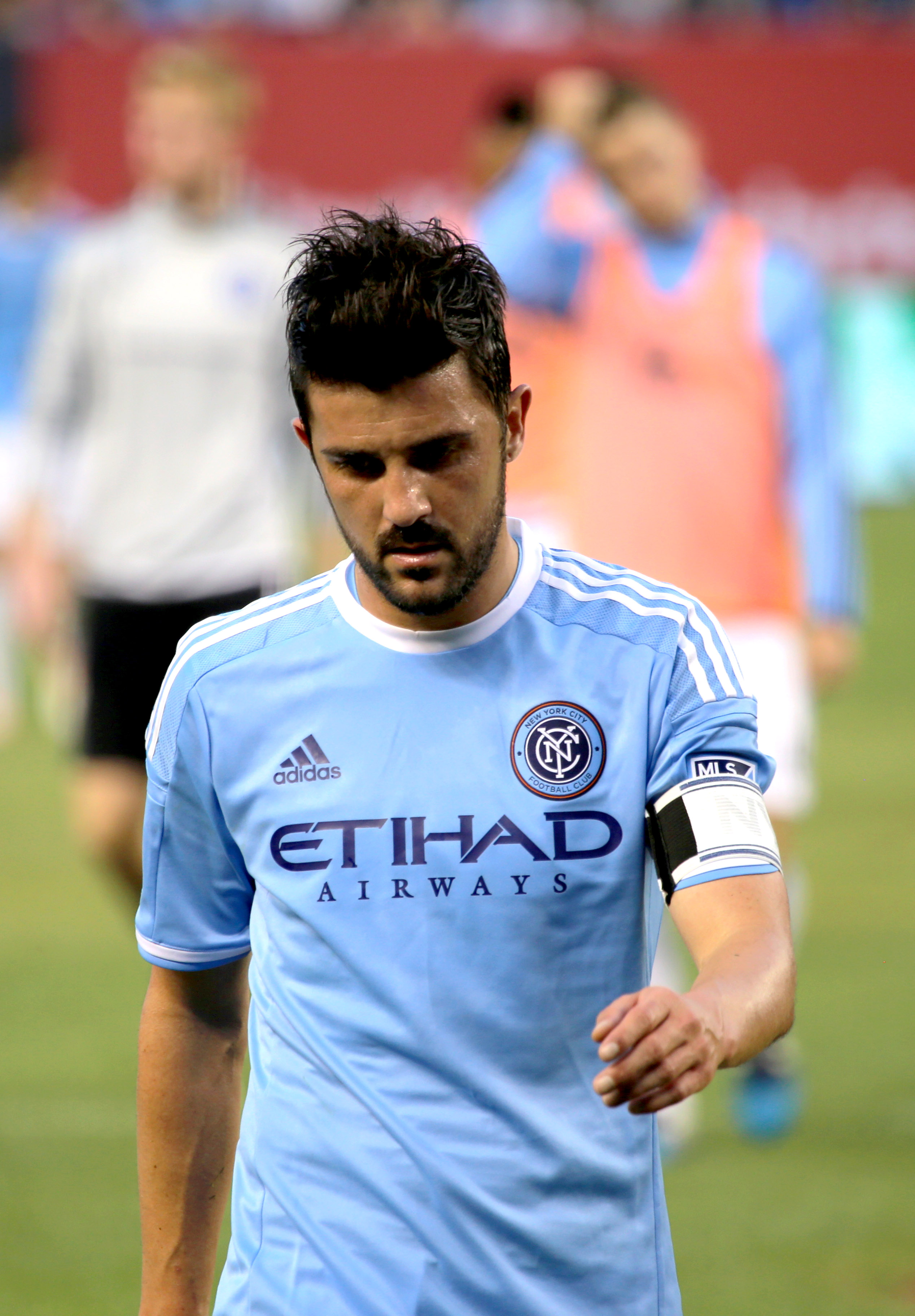
Villa thi đấu cho New York City vào tháng 5 năm 2015

Ngày 2 tháng 6 năm 2014, câu lạc bộ mới thành lập tại Giải bóng đá Nhà Nghề Mỹ (MLS) là New York City thông báo Villa là cầu thủ đầu tiên gia nhập câu lạc bộ. Villa đến với New York theo dạng chuyển nhượng tự do từ Atlético Madrid. Anh mặc chiếc áo số 7 và chia sẻ "Tôi muốn góp phần giúp MLS tiếp tục phát triển và đưa New York City trở thành đội bóng hàng đầu của giải đấu".

#### Melbourne City (cho mượn)
Song song với việc gia nhập New York City, Villa cũng đến đội bóng của Úc tại A-League là Melbourne City do đội bóng Mỹ bắt đầu thi đấu từ đầu năm 2015 nên Villa cần nơi thi đấu thời gian cuối năm 2014. Villa được dự kiến sẽ chơi 10 trận cho Melbourne City. Sau khi tập luyện cùng Melbourne City một tuần, Villa ghi bàn ngay trong trận ra mắt với Sydney FC dù chỉ vào sân từ phút 48. Ngày 19 tháng 10 năm 2014, trong trận đấu thứ hai, anh ghi bàn gỡ hòa 1–1 trước Newcastle Jets ở phút thứ 87 của trận đấu.
Mặc dù ký hợp đồng thi đấu 10 trận, Villa được New York triệu hồi chỉ sau 4 trận và trong trận cuối cùng của mình tại Úc, đội bóng của anh để thua Adelaide United 2-1. Sự có mặt của Villa tại Melbourne City đã lôi kéo nhiều khán giả đến sân và góp phần làm tăng sự chú ý đến đội bóng Úc.

#### Trở lại New York City
Ngày 1 tháng 2 năm 2015, Villa chính thức được bổ nhiệm làm đội trưởng đầu tiên trong lịch sử New York City FC.  Chỉ 9 ngày sau, anh ghi bàn thắng đầu tiên trong lịch sử đội bóng trong trận giao hữu với St Mirren (Scotland). Villa tiếp tục tạo dấu ấn ngay trong trận đấu khai màn MLS ngày 8 tháng 3 gặp Orlando City khi kiến tạo cho Mix Diskerud ghi bàn và buộc cầu thủ đối phương Aurélien Collin nhận thẻ đỏ. Một tuần sau đó, anh ghi bàn thắng đầu tiên tại MLS cho New York City trong chiến thắng 2–0 trước New England Revolution trên sân nhà Yankee Stadium. Ngày 12 tháng 7, Villa lập cú đúp trong trận hòa kịch tính 4–4 trên sân nhà trước Toronto, dù anh đã sút hỏng một quả phạt đền trong hiệp một. Không lâu sau, vào ngày 29 tháng 7, anh được lựa chọn tham dự MLS All-Star Game 2015 tại sân Dick's Sporting Goods Park ở Commerce City, bang Colorado. Tại đây, Villa ghi bàn thắng quyết định từ đường kiến tạo của Kaká, giúp đội Ngôi sao MLS giành chiến thắng 2–1 trước Tottenham Hotspur. Dù thể hiện phong độ xuất sắc với 18 bàn thắng trong mùa giải MLS 2015, New York City FC vẫn không thể giành vé vào vòng playoff trong mùa giải đầu tiên của câu lạc bộ tại giải đấu.
Tháng 7 năm 2016, Villa tiếp tục được gọi vào đội hình tham dự MLS All-Star Game. Anh khép lại mùa giải bằng danh hiệu Cầu thủ xuất sắc nhất năm (MLS MVP), sau khi ghi tới 23 bàn thắng. Năm 2017, anh được xếp đá chính trong đội hình Ngôi sao MLS đối đầu với kình địch cũ Real Madrid, nơi anh thi đấu ở cánh phải trong bộ ba tấn công cùng Jozy Altidore và Sebastian Giovinco. Trận đấu kết thúc với tỷ số hòa 1–1, nhưng Real Madrid giành chiến thắng 4–2 trong loạt sút luân lưu. Chỉ vài ngày sau, vào ngày 6 tháng 8, Villa ghi cú hat-trick đầu tiên tại MLS, giúp New York City FC đánh bại đối thủ cùng thành phố là New York Red Bulls với tỷ số 3–2 ngay tại sân Yankee. Với ba bàn thắng này, tổng số bàn của anh trong mùa đã nâng lên 17, giúp anh vượt qua tiền đạo Nemanja Nikolić của Chicago Fire để dẫn đầu danh sách ghi bàn tại thời điểm đó. Tuy nhiên, khi mùa giải khép lại, Villa dừng lại ở con số 22 bàn, về nhì trong cuộc đua Chiếc giày vàng, kém Nikolić hai bàn. New York City sau đó dừng bước ở vòng bán kết khu vực miền Đông sau thất bại trước Columbus Crew.
Ngày 29 tháng 4 năm 2018 đánh dấu cột mốc đặc biệt trong sự nghiệp của Villa khi anh ghi cú đúp trong chiến thắng 3–1 trước FC Dallas. Hai bàn thắng này không chỉ mang lại chiến thắng cho đội nhà mà còn giúp Villa cán mốc 400 và 401 bàn thắng trong sự nghiệp thi đấu cho câu lạc bộ và đội tuyển quốc gia, đưa anh vào số ít những cầu thủ hiện đại ghi hơn 400 bàn thắng trong sự nghiệp.

### Vissel Kobe
Vào ngày 1 tháng 12 năm 2018, Villa ký hợp đồng với câu lạc bộ Vissel Kobe của J1 League cho mùa giải 2019. Anh gia nhập đội bóng cùng với người bạn đồng đội cũ tại Barcelona và Tây Ban Nha Andrés Iniesta. Vào ngày 2 tháng 3, Villa ghi bàn thắng đầu tiên tại J1 League trong chiến thắng 1–0 trước Sagan Tosu. Vào ngày 13 tháng 11 năm 2019, Villa thông báo rằng anh sẽ kết thúc sự nghiệp kéo dài 19 năm và giải nghệ vào cuối mùa giải J1 League 2019. Vào ngày 7 tháng 12, anh ghi bàn thắng cuối cùng trong sự nghiệp từ một quả phạt đền trong trận đấu cuối cùng của mùa giải 2019, giúp Vissel Kobe thắng 4–1 trước Jubilo Iwata. Vào ngày 1 tháng 1 năm 2020, Villa tham gia trận chung kết Cúp Hoàng đế Nhật Bản 2019, vào sân ở phút 92 như một sự thay thế. Vissel Kobe giành chiến thắng trước Kashima Antlers, và Villa có được danh hiệu đầu tiên tại Nhật Bản trước khi giải nghệ. Trong suốt mùa giải J1 League 2019, Villa ghi được 13 bàn thắng sau 28 trận đấu.

## Sự nghiệp quốc tế
Villa có trận đầu tiên cho đội tuyển bóng đá quốc gia Tây Ban Nha vào ngày 9 tháng 2 năm 2005 trong trận gặp San Marino tại Estadio del Mediterráneo. Bàn thắng đầu tiên của anh cho đội tuyển là pha ghi bàn gỡ hòa 1–1 tại Vòng loại World Cup 2006 với Slovakia.

### World Cup 2006
Villa có tên trong danh sách 23 cầu thủ Tây Ban Nha dự World Cup 2006 tổ chức tại Đức và ngay trong trận đầu tiên gặp Ukraina anh đã có hai bàn thắng trong đó có một bàn từ đá phạt trực tiếp. Bàn thắng thứ 3 và cũng là cuối cùng của anh tại giải ghi vào lưới Pháp trong trận Tây Ban Nha thua Pháp 3–1 ở vòng 1/16 và sớm phải rời giải. Anh và đồng đội Fernando Torres là những người ghi nhiều bàn thắng nhất cho Tây Ban Nha tại World Cup 2006 với 3 bàn thắng.

### Euro 2008
–David Villa nói về Fernando Torres.
Sau World Cup 2006, Villa tiếp tục là sự lựa chọn hàng đầu trên hàng công đội tuyển Tây Ban Nha tại vòng loại Euro 2008, anh đã chiếm vị trí của Raúl trong đội tuyển. Suốt vòng loại, anh đã ghi được 6 bàn và cũng là người ghi nhiều bàn thắng nhất ở vòng loại cho Tây Ban Nha, trong đó có một cú móc bóng ấn tượng vào lưới Liechtenstein. Anh còn ghi bàn trong trận giao hữu gặp Ý vào ngày 26 tháng 3 năm 2008. Sau đó, Villa được gọi vào đội tuyển tham dự Euro, nơi anh tạo dựng mối quan hệ ăn ý trên hàng công với Fernando Torres, người mà anh thường xuyên cùng ăn mừng bàn thắng.
Trong trận đấu đầu tiên với Nga vào ngày 10 tháng 6 năm 2008, Villa đã lập hat-trick đầu tiên của Euro 2008 và là cầu thủ thứ 7 qua các kì Euro làm được điều này, cũng như cầu thủ đầu tiên ghi hat-trick ở một Vòng chung kết Euro kể từ Patrick Kluivert vào năm 2000, giúp Tây Ban Nha thắng Nga 4–1. Ngoài ra anh còn giành luôn danh hiệu cầu thủ xuất sắc nhất trận đấu này. Sau bàn thắng thứ ba, anh đã chủ động ra ngoài sân để gặp Torres, người đang ngồi dự bị, để ăn mừng cùng anh: "Tôi vừa ghi hat-trick và biết rằng mọi người sẽ nói về tôi, nhưng tôi muốn họ thấy rằng tôi đã có sự hỗ trợ từ công sức của Torres, giống như anh ấy đôi khi cũng có sự hỗ trợ từ tôi". Trận thứ hai gặp Thụy Điển vào ngày 14 tháng 6, Villa ghi bàn thắng ấn định tỉ số 2–1 cho Tây Ban Nha ở phút 92 của trận đấu. Bàn thắng này cũng giúp anh lần thứ 2 liên tiếp nhận danh hiệu cầu thủ xuất sắc nhất trận đấu.
Vào vòng tứ kết Euro 2008, Tây Ban Nha gặp đội nhì bảng C Ý. Trận đấu diễn ra trong thế trận thận trọng của cả đôi bên và cả Villa cùng Torres gặp phải đội hình phòng thủ nhiều tầng của đội tuyển Ý nên đã không thể ghi bàn và trận đấu kết thúc mà không có bàn thắng nào được ghi sau 120 phút thi đấu. Trong loạt sút luân lưu, Villa đã thực hiện thành công loạt sút thứ nhất và chung cuộc Tây Ban Nha thắng Ý 4–2 trong loạt sút luân lưu và giành quyền vào bán kết gặp lại Nga.
Tại trận tái đấu với Nga ở bán kết, Villa không ghi được bàn thắng nào và phải rời sân vì chấn thương ngay trong hiệp 1. Với chấn thương này, anh còn không thể tham gia trận chung kết Euro 2008 gặp Đức vào ngày 20 tháng 6. Trong trận chung kết, Tây Ban Nha đã giành thắng lợi 1–0 với bàn thắng của Fernando Torres để lần thứ hai đăng quang ngôi vô địch Euro. Cùng lúc đó, Lukas Podolski của Đức không ghi bàn trong trận chung kết nên Villa cũng giành luôn danh hiệu Vua phá lưới Euro 2008 với 4 bàn thắng. Anh cùng với người đồng đội Fernando Torres có tên trong Đội hình tiêu biểu của giải đấu này.

### Confederations Cup 2009 và vòng loại World Cup 2010
–Vicente del Bosque, Huấn luyện viên tuyển Tây Ban Nha.
Trong trận đấu đầu tiên của đội tuyển Tây Ban Nha tại Vòng loại World Cup 2010 gặp Bosnia và Herzegovina, Villa chính là người ghi bàn thắng duy nhất của trận đấu. Anh tiếp tục ghi bốn bàn trong ba trận tiếp theo, trong đó có bàn thắng ở phút cuối trận gặp Bỉ và sau đó là bàn thắng vào lưới Chile, giúp anh kết thúc năm 2008 với 12 bàn thắng cho Tây Ban Nha, vượt qua kỷ lục cũ 10 bàn do Raúl lập vào năm 1999. Villa bắt đầu năm 2009 với bàn thắng trong trận giao hữu thắng Anh 2–0. Bàn thắng này cũng giúp cho Villa lập được một kỷ lục khác, đó là cầu thủ Tây Ban Nha đầu tiên ghi bàn trong sáu trận liên tiếp cho đội tuyển khác, vượt qua thành tích cũ của Telmo Zarra và Ladislao Kubala.

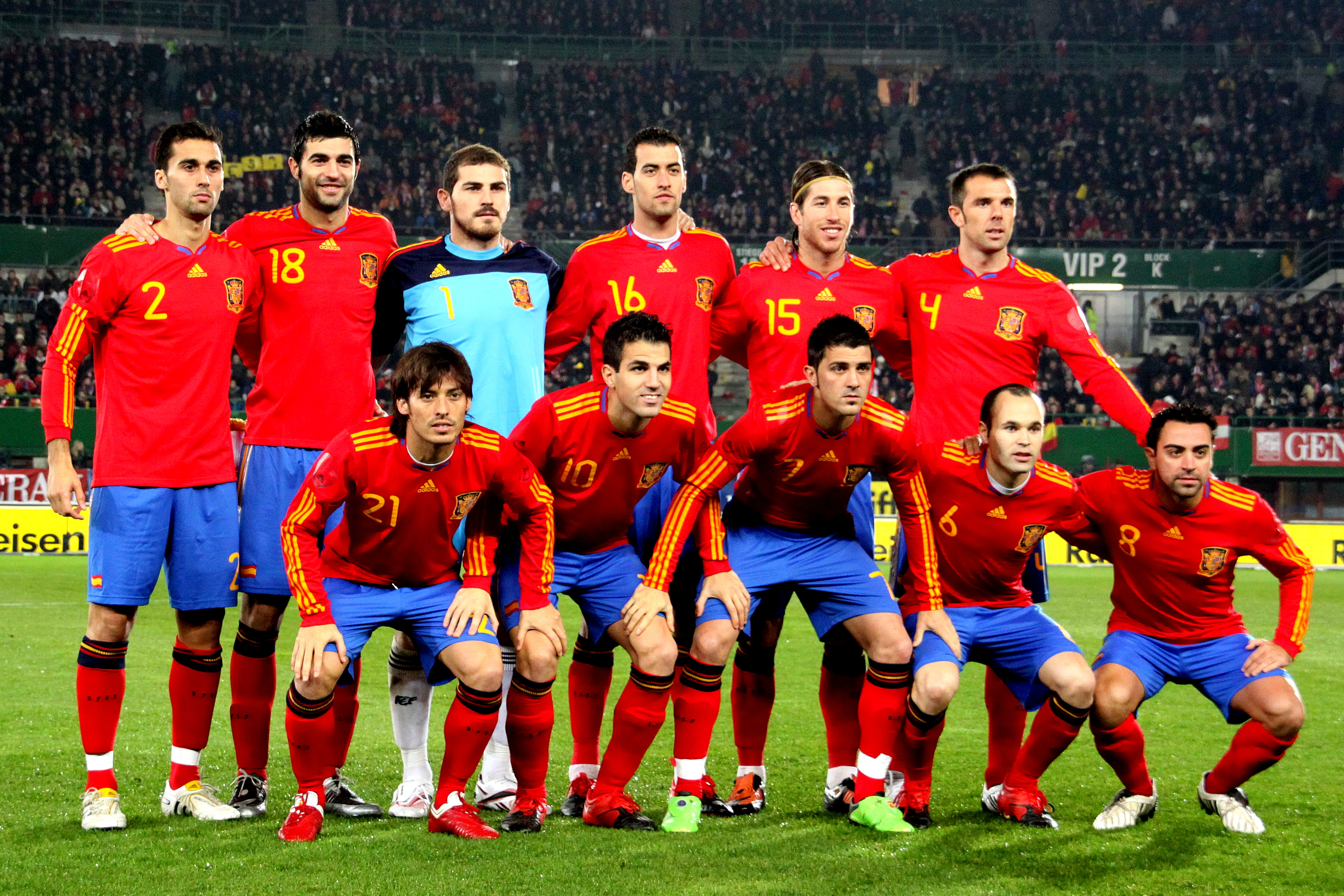
Villa (mang áo số 7) trong trận đấu giữa Tây Ban Nha và Áo.

Ngày 1 tháng 6 năm 2009, Villa được triệu tập tham dự FIFA Confederations Cup 2009 tại Nam Phi. Trong trận giao hữu trước giải, Villa đã lập hat-trick thứ hai trong màu áo đội tuyển vào lưới Azerbaijan, gần một năm sau hat-trick đầu tiên với Nga tại Euro 2008. Anh ghi bàn ngay trận đấu đầu tiên của Tây Ban Nha tại giải đấu, ấn định chiến thắng 5–0 trước New Zealand, và trong trận đấu tiếp theo anh tiếp tục ghi bàn giúp Tây Ban Nha thắng nhà vô địch châu Á Iraq. Đến trận gặp chủ nhà Nam Phi, anh bỏ lỡ một quả phạt đền nhưng ghi bàn ngay sau đó để giúp Tây Ban Nha dẫn trước. Với ba bàn thắng, Villa giành được danh hiệu Chiếc giày Đồng, đồng thời được chọn vào đội hình tiêu biểu của giải đấu.
Villa có trận đấu thứ 50 cho đội tuyển Tây Ban Nha trong trận thắng 3-2 của Tây Ban Nha trước Macedonia. Ngày 5 tháng 9 năm 2009, Villa ghi hai bàn, đồng thời kiến tạo cho đồng đội ghi hai bàn nữa trong trận thắng Bỉ 5–0 tại A Coruña. Anh kết thúc năm 2009 bằng cú đúp vào lưới Áo, giúp anh cân bằng kỷ lục ghi bàn trong một năm của chính mình lập vào năm trước. Villa lại ghi bàn ngay trong trận đấu đầu tiên của Tây Ban Nha năm 2010 gặp Pháp ngay tại Stade de France.

### World Cup 2010
Năm 2010, Villa đứng đầu bảng xếp hạng “Cầu thủ ghi bàn nhiều nhất ở cấp độ quốc tế” của IFFHS. Sau đó, anh được huấn luyện viên Vicente del Bosque triệu tập vào danh sách 23 cầu thủ tham dự vòng chung kết World Cup 2010. Trong trận giao hữu với Ả Rập Xê Út vào ngày 29 tháng 5 năm 2010, Villa ghi bàn mở tỉ số cho Tây Ban Nha trong chiến thắng 3–2 tại sân Tivoli Neu, nơi anh từng lập hat-trick vào lưới Nga tại Euro 2008. Dù không ghi bàn trong trận đấu tiếp theo gặp Hàn Quốc, Villa đã khai thông thế bế tắc trong trận giao hữu sau đó với Ba Lan, góp phần vào chiến thắng 6–0 của Tây Ban Nha, trận thua đậm nhất của Ba Lan trong 50 năm qua.

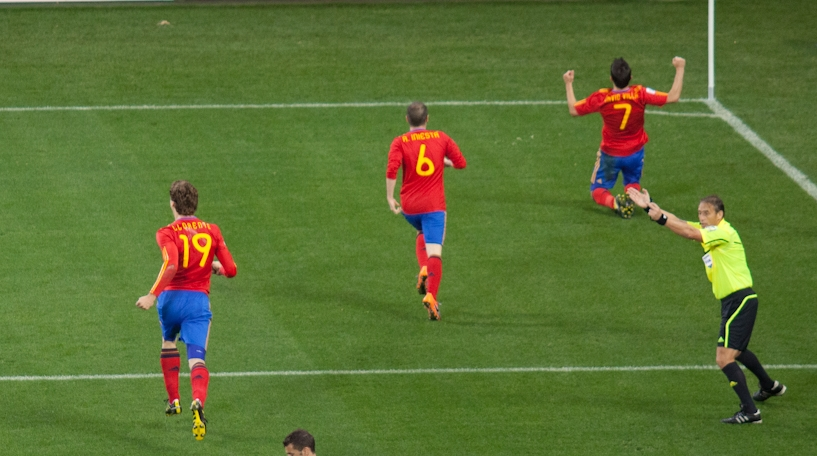
Villa (số 7) ăn mừng bàn thắng vào lưới Bồ Đào Nha tại World Cup 2010 cùng với các đồng đội Fernando Llorente và Andrés Iniesta.

Trận đấu đầu tiên của Tây Ban Nha tại World Cup 2010, Villa được chọn làm tiền đạo cắm duy nhất, nhưng anh đã không thể làm bất cứ điều gì để giúp Tây Ban Nha khỏi trận thua đầy bất ngờ trước Thụy Sĩ. Năm ngày sau, Tây Ban Nha đã đánh bại Honduras với cú đúp của anh, giúp anh trở thành cầu thủ Tây Ban Nha thứ năm ghi được 5 bàn thắng tại World Cup. Tuy nhiên, anh đã bỏ qua cơ hội lập riêng hat-trick cho mình khi sút hỏng quả phạt đền, do đó cũng trở thành cầu thủ Tây Ban Nha đầu tiên đá hỏng phạt đền ở World Cup, sau 14 lần thực hiện. Trong trận đấu đó, Villa cũng đã tát Emilio Izaguirre sau khi cầu thủ Honduras giẫm lên anh. Villa thừa nhận anh "không tự hào" về hành vi nóng nảy ấy, nhưng may mắn không bị treo giò. Villa giúp Tây Ban Nha giành suất vào vòng đấu loại trực tiếp khi ghi bàn mở tỉ số trong chiến thắng 2–1 trước Chile. Bàn thắng này giúp anh trở thành cầu thủ Tây Ban Nha ghi nhiều bàn thắng nhất qua các kỳ World Cup, phá vỡ kỷ lục cũ với 5 bàn thắng của các cầu thủ Emilio Butragueño, Fernando Hierro, Fernando Morientes và Raúl González.
Đến trận đấu vòng 1/8 với Bồ Đào Nha, Villa tiếp tục trở thành người hùng cho Tây Ban Nha khi ghi bàn thắng duy nhất của trận đấu, từ một pha đánh gót của Xavi sau đường chuyền của Iniesta, Villa dứt điểm, bị thủ môn Eduardo cản phá nhưng nhanh chóng sút bồi vào lưới. Trong trận tứ kết với Paraguay, bàn thắng ở phút 83 của anh đã chính thức đưa Tây Ban Nha vào bán kết gặp Đức. Bàn thắng của Carles Puyol đã giúp Tây Ban Nha lọt vào chung kết. Villa đá chính trong trận chung kết gặp Hà Lan và suýt ghi bàn ở cự ly gần, nhưng bị John Heitinga cản phá. Trong thời gian thi đấu chính thức, anh có năm cú sút nhưng không gây nguy hiểm cho thủ môn đối phương. Villa được thay ra bởi Fernando Torres ở phút 106. Tây Ban Nha giành chức vô địch với bàn thắng duy nhất của Iniesta ở phút 116.
Villa kết thúc World Cup 2010 với 5 bàn thắng sau khi không ghi bàn ở trận bán kết và chung kết, tuy nhiên anh đã góp công lớn đưa Tây Ban Nha lần đầu đăng quang ngôi vô địch thế giới. Kết thúc giải đấu anh giành danh hiệu Quả bóng đồng và Chiếc giày bạc (có cùng số bàn thắng với Thomas Müller của Đức nhưng Müller có số kiến tạo thành bàn nhiều hơn). Anh cũng lọt vào đội hình tiêu biểu của giải đấu.

### Vòng loại Euro 2012 và bỏ lỡ vòng chung kết
Trong trận đấu đầu tiên của Tây Ban Nha tại Vòng loại Euro 2012 với Liechtenstein ngày 3 tháng 9 năm 2010, Villa đã ghi bàn thắng thứ hai trong chiến thắng chung cuộc 4–0. Ban đầu, người ta tin rằng bàn thắng này đã giúp anh cân bằng kỷ lục 44 bàn của Raúl. Tuy nhiên, sau nhiều tranh cãi về việc ai đã ghi bàn đầu tiên trong chiến thắng 6–0 của Tây Ban Nha trước Ba Lan, giữa Villa hay Dariusz Dudka, FIFA cuối cùng xác định đó là một pha phản lưới nhà của Dudka, đồng nghĩa với việc số bàn thắng chính thức của Villa vẫn là 43. Vào ngày 12 tháng 10 năm 2010, Villa chính thức cân bằng được kỷ lục của Raúl khi ghi bàn từ chấm phạt đền trong chiến thắng 3–2 trước Scotland tại Hampden Park.
Ngày 25 tháng 3 năm 2011, Villa lập cú đúp vào lưới Cộng hòa Séc trong trận đấu vòng loại Euro 2012, giúp Tây Ban Nha lội ngược dòng giành chiến thắng 2–1. Với những bàn thắng đó, anh chính thức vượt qua Raúl để trở thành cầu thủ ghi nhiều bàn thắng nhất trong lịch sử đội tuyển quốc gia Tây Ban Nha. Phát biểu về cột mốc này, Villa chia sẻ: "Những bàn thắng này tôi xin dành tặng cho tất cả các đồng đội, huấn luyện viên, cộng sự và bạn bè đã đồng hành cùng tôi trong suốt sự nghiệp... Nhưng từ lâu, tôi đã hứa với José – một người bạn thân – rằng bàn thắng vượt qua kỷ lục của Raúl sẽ là dành cho anh ấy".
Ngày 7 tháng 9 năm 2011, Villa tiếp tục đóng góp hai bàn trong chiến thắng 6–0 trước Liechtenstein, qua đó giúp Tây Ban Nha chính thức giành vé dự Euro 2012. Trong trận đấu cuối cùng của vòng loại gặp Scotland, anh ghi bàn thắng quốc tế thứ 50, góp phần vào chiến thắng 3–1. Đây cũng là lần đầu tiên Villa được đeo băng đội trưởng khi khoác áo đội tuyển quốc gia Tây Ban Nha.
Villa kết thúc vòng loại với tư cách là vua phá lưới bảng I với 7 bàn thắng. Tuy nhiên, vào tháng 12 năm 2011, anh dính chấn thương gãy xương chày và buộc phải vắng mặt tại vòng chung kết Euro 2012. Villa đã chủ động gọi điện cho huấn luyện viên Vicente del Bosque để thông báo rằng anh sẽ không kịp bình phục: "Tôi đã cố gắng, nhưng tôi không thể đạt 100% thể trạng để thi đấu tại Euro. Tôi đã gọi cho Del Bosque. Đó là điều trung thực nhất". Del Bosque từng hy vọng có thể đưa Villa vào danh sách triệu tập cuối cùng và hứa sẽ chờ anh hồi phục đến phút chót.

### Confederation Cup 2013 và World Cup 2014
Sau khi Tây Ban Nha vô địch Euro 2012, Villa trở lại đội tuyển trong trận giao hữu với Ả Rập Xê Út và ghi bàn chỉ 10 phút sau đó. Ngày 3 tháng 6 năm 2013, Vicente Del Bosque đã đưa Villa vào danh sách đội tuyển Tây Ban Nha tham dự Confederations Cup 2013. Tại giải đấu này, anh đã ghi ba bàn trong chiến thắng 10 bàn không gỡ trước Tahiti.
Villa có tên trong danh sách 23 cầu thủ Tây Ban Nha tham dự World Cup 2014 tại Brasil. Trước khi giải đấu bắt đầu, anh đã tuyên bố sẽ chia tay đội tuyển quốc gia sau khi World Cup 2014 kết thúc. Tây Ban Nha đã bị loại ngay sau vòng bảng. Villa không được ra sân trong hai trận đấu đầu tiên với Hà Lan và Chile và chỉ được thi đấu 56 phút trong trận cuối cùng với Úc, tuy nhiên chính anh là người đã ghi bàn mở tỉ số trong chiến thắng 3–0 của Tây Ban Nha, đây là bàn thắng thứ 59 cho "La Furia Roja", cũng là bàn thắng thứ 9 tại các kỳ World Cup, và được FIFA bầu chọn là Cầu thủ xuất sắc nhất trận đấu. Villa đã bật khóc trên băng ghế kỹ thuật vì bị huấn luyên viên Del Bosque thay ra giữa chừng và sau trận đấu, huấn luyện viên đội tuyển Tây Ban Nha đã phát biểu: "Tôi đã không biết rằng đây sẽ là trận đấu cuối cùng của cậu ấy. Tôi hiểu sự thất vọng của Villa, hẳn là cậu ấy khó chịu với tôi".
Tháng 12 năm 2015, Villa tiết lộ rằng anh đang cân nhắc khả năng trở lại thi đấu cho đội tuyển Tây Ban Nha.

### Vòng loại World Cup 2018
Ngày 25 tháng 8 năm 2017, Villa được triệu tập trở lại đội tuyển Tây Ban Nha để tham dự hai trận đấu vòng loại World Cup 2018 gặp Italia và Liechtenstein, ba năm sau khi anh tuyên bố giã từ sự nghiệp thi đấu quốc tế.  Tuy nhiên, trận đấu cuối cùng của anh cho đội tuyển diễn ra trong cuộc đối đầu với Italia, khi anh vào sân ở những phút cuối thay cho cầu thủ ghi bàn Isco. Sau đó, Villa bỏ lỡ trận gặp Liechtenstein vì chấn thương cơ háng.

### Kế thừa chiếc áo số 7 của Raúl tại đội tuyển Tây Ban Nha

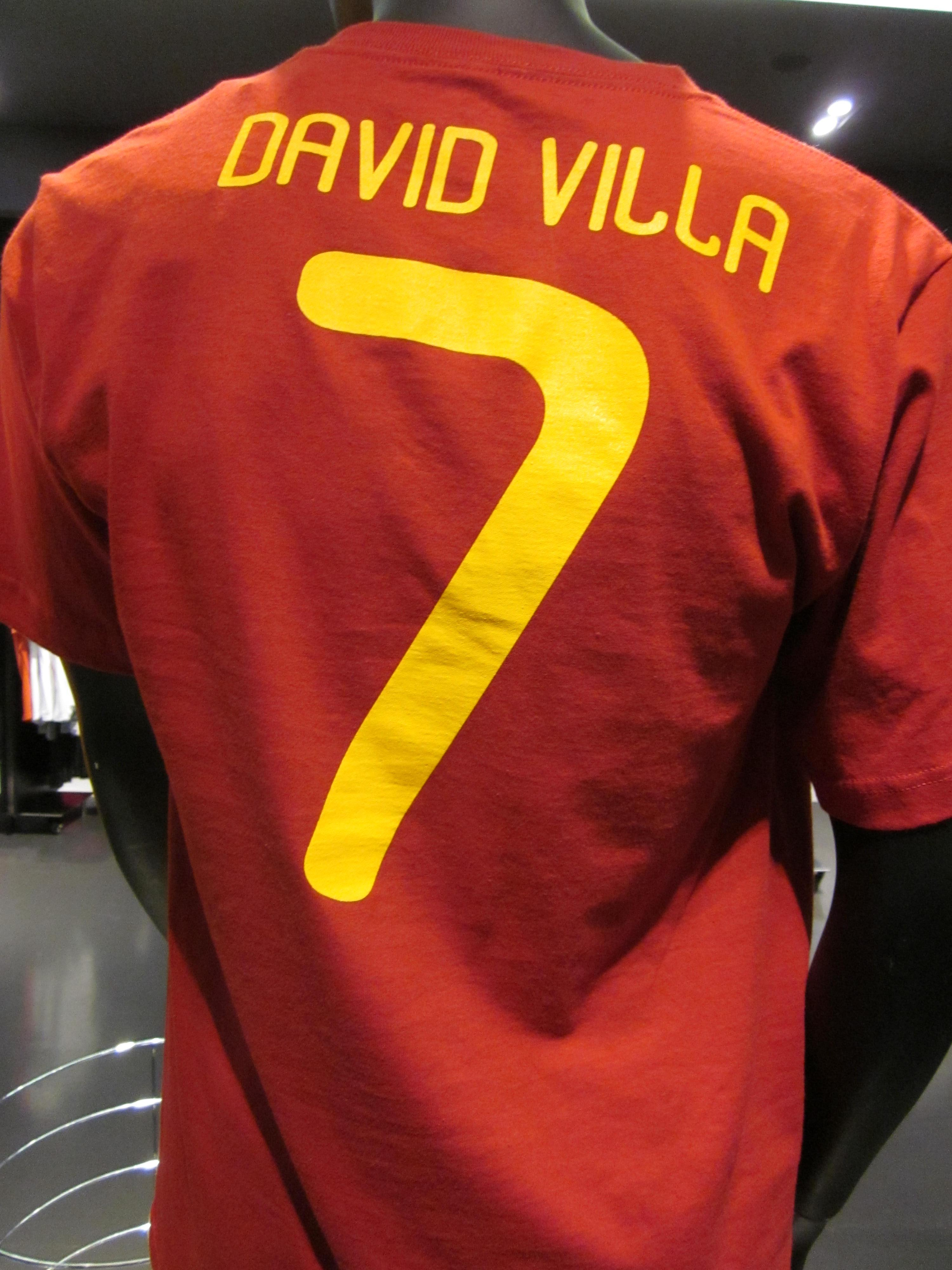
Villa kế nhiệm Raúl chiếc áo số 7 của đội tuyển quốc gia Tây Ban Nha.

Giới truyền thông Tây Ban Nha thường so sánh Villa với Raúl, đến mức Villa bị buộc tội lấy áo số 7 của cầu thủ Real Madrid lúc bấy giờ. Vào tháng 3 năm 2009, Villa đã lên tiếng chia sẻ: "Tôi không cướp của ai cả. Tôi đơn giản chỉ thi đấu tốt ở câu lạc bộ và được huấn luyện viên đội tuyển trao cơ hội. Vấn đề số áo đã bị nói quá nhiều. Tôi không muốn gây tranh cãi. Thực tế, tôi và Raúl từng sát cánh cùng nhau ở đội tuyển. Tôi chưa từng đẩy ai ra khỏi đội." Khi được hỏi liệu những tranh cãi xung quanh việc Raúl bị loại có khiến anh bị ảnh hưởng, Villa nói: "Tôi chưa bao giờ thích điều đó vì tôi nghĩ nó gây tổn hại cho cả hai chúng tôi. Mỗi lần lên tuyển, chúng tôi đều có quan hệ tốt, nên tôi không quá bận tâm. Tôi chỉ tập trung làm tốt phần việc của mình. Điều tôi mong muốn là luôn có mặt trong đội hình, được khoác áo tuyển quốc gia và ghi thật nhiều bàn thắng".
Vào tháng 2 năm 2010, khi được hỏi liệu Raúl có phản đối việc Villa chuyển đến Real Madrid hay không, cựu huấn luyện viên Bernd Schuster trả lời lấp lửng: "Tôi đang bị ho", khiến nhiều người tin rằng ông ngầm xác nhận tin đồn là đúng. Villa sau đó bác bỏ hoàn toàn điều này: "Không thể nào có chuyện một cầu thủ đẳng cấp cả trong và ngoài sân cỏ như Raúl lại nói xấu tôi. Tôi luôn có mối quan hệ tốt với anh ấy, dù chúng tôi hiếm khi gặp nhau ở đội tuyển". Nói về kỷ lục ghi bàn của Raúl trong màu áo đội tuyển Tây Ban Nha, Villa từng phát biểu: "Tôi có 25 bàn, còn anh ấy có 44 và vẫn đang thi đấu. Tôi sẽ rất hạnh phúc nếu đạt được thành tích đó, vì điều đó sẽ giúp đội tuyển giành nhiều chiến thắng quan trọng, và nhiều năm sau, tôi có thể thấy tên mình nằm trong danh sách ghi bàn mà một cậu bé khác đang cố gắng vượt qua. Điều đó thật tuyệt vời". Và đúng hai năm sau lời phát biểu, vào ngày 25 tháng 3 năm 2011, Villa chính thức vượt qua Raúl để trở thành chân sút vĩ đại nhất lịch sử đội tuyển Tây Ban Nha. Đến thời điểm hiện tại, Villa đang là cầu thủ ghi nhiều bàn nhất lịch sử đội tuyển Tây Ban Nha với 59 bàn sau 98 trận.

## Phong cách thi đấu
–Johan Cruyff, ba lần giành Quả bóng Vàng.
Là cây săn bàn thượng hạng, Villa được giới chuyên môn đánh giá là một trong những tiền đạo xuất sắc nhất thế hệ của mình, đồng thời là một trong những chân sút vĩ đại nhất lịch sử bóng đá Tây Ban Nha. Là một cầu thủ đa năng và toàn diện, Villa tuy thuận chân phải nhưng lại có thể dứt điểm chính xác và uy lực bằng cả hai chân nhờ khả năng sử dụng thuần thục cả hai chân, dù là bên trong hay bên ngoài vòng cấm. Mặc dầu không có lợi thế về chiều cao hay thể hình; anh vẫn là một chuyên gia thực hiện các tình huống cố định và đá phạt đền. Villa là một cầu thủ nhanh nhẹn, linh hoạt, tinh thần đồng đội cao, sở hữu kỹ thuật cá nhân tuyệt vời và khả năng rê bóng điêu luyện, cũng như nổi bật với tinh thần thi đấu năng nổ và di chuyển chiến thuật khôn ngoan trong tấn công. Anh không chỉ biết tạo khoảng trống cho đồng đội, mà còn có khả năng tự mình băng cắt vào vòng cấm. Nhờ có nhãn quan chiến thuật và khả năng chuyền bóng tốt, anh còn có thể lùi sâu để phối hợp với hàng tiền vệ, tạo ra cơ hội và kiến tạo cho đồng đội. Chính vì vậy, trong xuyên suốt sự nghiệp, anh không chỉ thi đấu ở vai trò trung phong sở trường mà còn được bố trí đá như một tiền đạo lùi, tiền vệ tấn công hoặc tiền đạo cánh.

## Sự nghiệp sau khi giải nghệ
Vào ngày 13 tháng 11 năm 2019, Villa thông báo rằng sau khi giải nghệ, anh sẽ đầu tư và trở thành chủ sở hữu của câu lạc bộ Queensboro FC, đội bóng thi đấu tại giải USL Championship, có trụ sở tại Queens, Thành phố New York, Hoa Kỳ. Câu lạc bộ này sẽ bắt đầu thi đấu từ năm 2023.
Vào ngày 6 tháng 5 năm 2021, câu lạc bộ Odisha FC thi đấu tại Indian Super League (ISL) ở Ấn Độ thông báo Villa sẽ đảm nhận vai trò trưởng bộ phận Hoạt động Bóng đá Toàn cầu và là thành viên của ban kỹ thuật, cùng với cựu huấn luyện viên Josep Gombau và Victor Onate, trước thềm mùa giải 2021–22. Vai trò của họ bao gồm tư vấn cho ban huấn luyện, cải thiện các cầu thủ Ấn Độ và cầu thủ trẻ, cung cấp sự hỗ trợ tổng thể cho các hoạt động trên sân cỏ, và nhiều nhiệm vụ khác. Sau khi gia nhập câu lạc bộ, Villa chia sẻ: "Tôi sẽ cố gắng mang đến những kinh nghiệm của mình. Dĩ nhiên, tôi không thi đấu ở Ấn Độ nhưng tôi đã chơi bóng suốt 20 năm với tư cách một cầu thủ chuyên nghiệp và trước đó là trong các học viện bóng đá. Và trong tất cả các dự án mà chúng tôi (đội ngũ của tôi) tham gia, tôi luôn cố gắng chia sẻ toàn bộ kinh nghiệm mà tôi có được trong bóng đá".
Villa là chủ sở hữu của DV7 Group, một tập đoàn bao gồm nhiều công ty con như DV7 Soccer và DV7 Management. DV7 Soccer được thành lập vào năm 2016, chuyên quản lý và vận hành nhiều học viện bóng đá trên khắp thế giới, bao gồm các quốc gia như Hoa Kỳ, Puerto Rico, Tây Ban Nha, Nhật Bản và Cộng hòa Dominica. Vào ngày 28 tháng 3 năm 2023, nhóm DV7 của Villa hoàn tất việc mua lại CF Benidorm, đội bóng đang thi đấu tại các giải đấu khu vực thuộc Cộng đồng Valencia. Anh được công bố là Phó chủ tịch cùng với đối tác kinh doanh Víctor Oñate. Benidorm sau đó đã giành quyền thăng hạng lên Tercera Federación 2024–25 (giải hạng 5 trong hệ thống bóng đá Tây Ban Nha).

## Đời tư

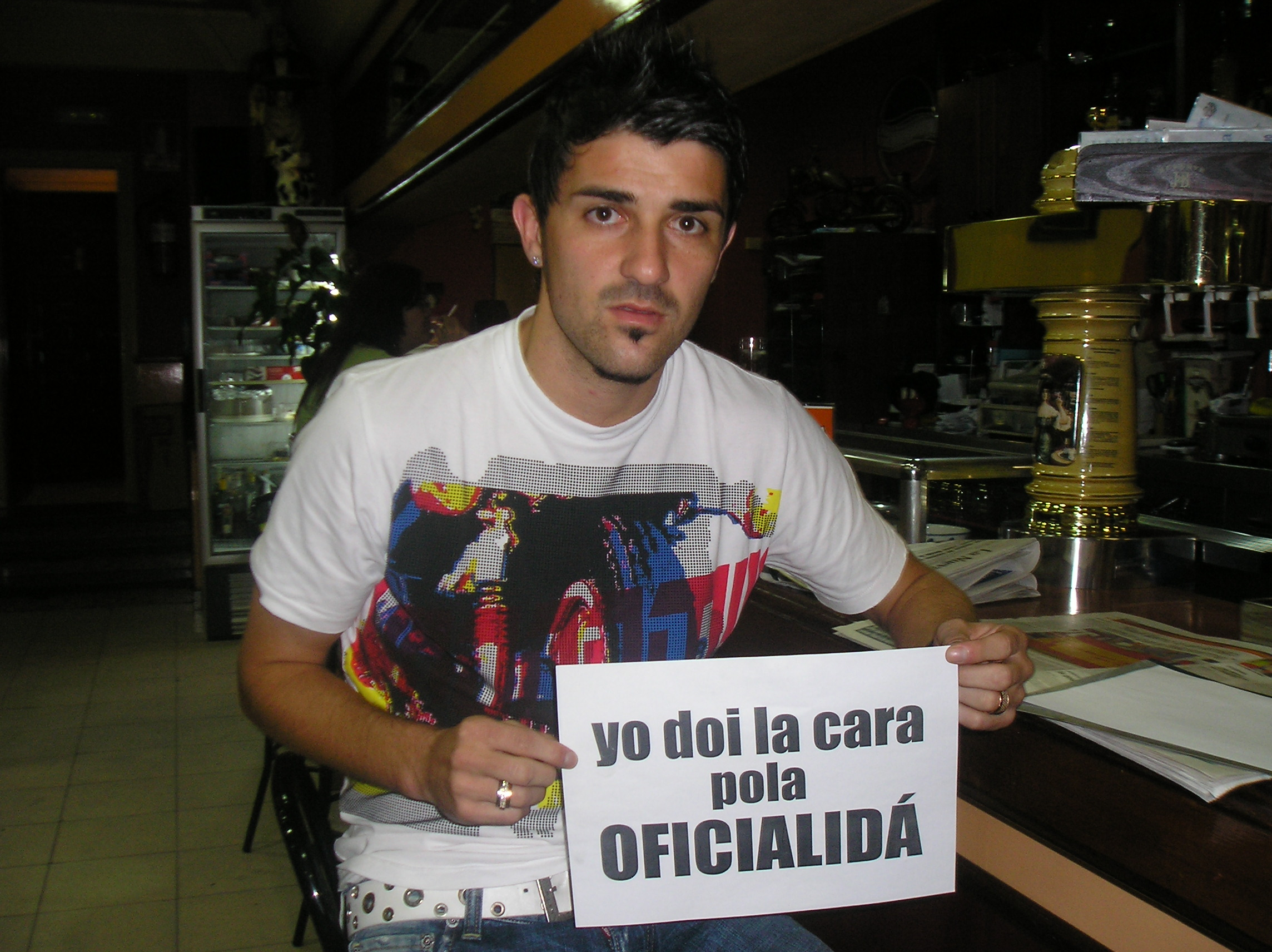
Vào năm 2009, Villa đã cam kết ủng hộ việc công nhận chính thức ngôn ngữ Asturian.

Vào năm 2003, Villa kết hôn với người bạn gái thời niên thiếu Patricia González. Patricia cũng đã từng là cầu thủ bóng đá khi còn là thiếu nữ. Hai người có ba đứa con. Tên của các con anh được khắc trên đôi giày Adidas F50 cá nhân hóa của Villa;  một chiếc giày có cờ Tây Ban Nha, chiếc còn lại có cờ Asturias – quê hương của anh. Những thần tượng bóng đá của Villa là những người đồng hương Asturias, Luis Enrique và Quini, cả hai cũng đã thi đấu cho Sporting de Gijón và Barcelona.
Villa thường xuyên tham gia các sự kiện từ thiện. Anh tích cực tham gia vào các chiến dịch của tổ chức từ thiện UNICEF. Kể từ tháng 7 năm 2008, một trại huấn luyện mang tên David Villa Camp được tổ chức thường niên, nơi trẻ em được huấn luyện bởi các cầu thủ chuyên nghiệp. Villa đích thân tham gia một buổi huấn luyện cùng với các em.
Ngoài ra, Villa xuất hiện trong loạt trò chơi điện tử FIFA của EA Sports; anh đã xuất hiện trên bìa phiên bản Tây Ban Nha của trò chơi FIFA 07, cũng như xuất hiện trên bìa phiên bản tùy chỉnh của FIFA 16 dành cho MLS.
Vào năm 2010, Villa đã song ca cùng nữ ca sĩ người Tây Ban Nha Ana Torroja – người từng được đề cử giải Grammy – trong bài hát "Insurrection" của El Último de la Fila. Bài hát này được thu âm trong khuôn khổ dự án từ thiện Voces X1FIN nhằm gây quỹ xây dựng một trường học nghệ thuật và giáo dục ở Mali. Villa cho biết: "Các cầu thủ bóng đá là hình mẫu cho xã hội và chúng tôi phải sẵn sàng tham gia vào những dự án như thế này, nơi mà chúng tôi có thể giúp đỡ những người thực sự cần đến".
Vào mùa hè năm 2020, Villa bị cáo buộc quấy rối tình dục trong thời gian thi đấu tại New York City FC. Một cuộc điều tra sau đó của câu lạc bộ đã phát hiện ra rằng hành vi "không phù hợp và không thể chấp nhận" đã xảy ra, mặc dù Villa không được nhắc tên. Villa khẳng định những cáo buộc này là "hoàn toàn sai sự thật".

## Thống kê sự nghiệp

### Câu lạc bộ
| Câu lạc bộ            | Mùa giải            | Giải vô địch        | Giải vô địch | Giải vô địch | Cúp quốc gia | Cúp quốc gia | Cúp châu lục | Cúp châu lục | Tổng cộng | Tổng cộng |
| Câu lạc bộ            | Mùa giải            | Hạng đấu            | Số trận      | Bàn thắng    | Số trận      | Bàn thắng    | Số trận      | Bàn thắng    | Số trận   | Bàn thắng |
| --------------------- | ------------------- | ------------------- | ------------ | ------------ | ------------ | ------------ | ------------ | ------------ | --------- | --------- |
| Sporting Gijón        | 2000–01             | Segunda División B  | 1            | 0            | —            | —            | —            | —            | 1         | 0         |
| Sporting Gijón        | 2001–02             | Segunda División B  | 40           | 18           | 4            | 2            | —            | —            | 44        | 20        |
| Sporting Gijón        | 2002–03             | Segunda División B  | 39           | 20           | 1            | 1            | —            | —            | 40        | 21        |
| Sporting Gijón        | Tổng cộng           | Tổng cộng           | 80           | 38           | 5            | 3            | 0            | 0            | 85        | 41        |
| Zaragoza              | 2003–04             | Segunda División    | 38           | 17           | 8            | 4            | —            | —            | 46        | 21        |
| Zaragoza              | 2004–05             | Segunda División    | 35           | 15           | 3            | 0            | 10           | 3            | 48        | 18        |
| Zaragoza              | Tổng cộng           | Tổng cộng           | 73           | 32           | 11           | 4            | 10           | 3            | 94        | 39        |
| Valencia              | 2005–06             | La Liga             | 37           | 25           | 4            | 2            | 6            | 1            | 47        | 28        |
| Valencia              | 2006–07             | La Liga             | 36           | 15           | 2            | 0            | 11           | 5            | 49        | 20        |
| Valencia              | 2007–08             | La Liga             | 28           | 18           | 6            | 1            | 7            | 3            | 41        | 22        |
| Valencia              | 2008–09             | La Liga             | 33           | 28           | 5            | 2            | 5            | 1            | 43        | 31        |
| Valencia              | 2009–10             | La Liga             | 32           | 21           | 2            | 0            | 11           | 7            | 45        | 28        |
| Valencia              | Tổng cộng           | Tổng cộng           | 166          | 107          | 19           | 5            | 40           | 17           | 225       | 129       |
| Barcelona             | 2010–11             | La Liga             | 34           | 18           | 6            | 1            | 12           | 4            | 52        | 23        |
| Barcelona             | 2011–12             | La Liga             | 15           | 5            | 3            | 1            | 6            | 3            | 24        | 9         |
| Barcelona             | 2012–13             | La Liga             | 28           | 10           | 5            | 5            | 10           | 1            | 43        | 16        |
| Barcelona             | Tổng cộng           | Tổng cộng           | 77           | 33           | 14           | 7            | 28           | 8            | 119       | 48        |
| Atlético Madrid       | 2013–14             | La Liga             | 36           | 13           | 4            | 2            | 7            | 0            | 47        | 15        |
| Atlético Madrid       | Tổng cộng           | Tổng cộng           | 36           | 13           | 4            | 2            | 7            | 0            | 47        | 15        |
| Melbourne City (mượn) | 2014–15             | A-League            | 4            | 2            | 0            | 0            | —            | —            | 4         | 2         |
| New York City         | 2015                | Major League Soccer | 30           | 18           | 0            | 0            | —            | —            | 30        | 18        |
| New York City         | 2016                | Major League Soccer | 35           | 23           | 2            | 0            | —            | —            | 35        | 23        |
| New York City         | 2017                | Major League Soccer | 31           | 22           | 3            | 2            | —            | —            | 34        | 24        |
| New York City         | 2018                | Major League Soccer | 23           | 14           | 4            | 1            | —            | —            | 27        | 15        |
| New York City         | Tổng cộng           | Tổng cộng           | 117          | 77           | 9            | 3            | —            | —            | 126       | 80        |
| Vissel Kobe           | 2019                | J1 League           | 28           | 13           | 1            | 0            | —            | —            | 29        | 13        |
| Tổng cộng sự nghiệp   | Tổng cộng sự nghiệp | Tổng cộng sự nghiệp | 617          | 329          | 63           | 24           | 85           | 28           | 765       | 381       |

1. ↑  Bao gồm Cúp Nhà vua Tây Ban Nha, Siêu cúp bóng đá Tây Ban Nha, U.S. Open Cup, MLS Cup Playoffs, Cúp Hoàng đế và Cúp J. League.
2. ↑  Bao gồm UEFA Intertoto Cup, UEFA Cup, UEFA Champions League, UEFA Super Cup, FIFA Club World Cup, CONCACAF Champions League và AFC Champions League.

### Quốc tế
| Tuyển       | Năm       | Chính thức | Chính thức | Giao hữu | Giao hữu | Tổng | Tổng |
| Tuyển       | Năm       | Trận       | Bàn        | Trận     | Bàn      | Trận | Bàn  |
| ----------- | --------- | ---------- | ---------- | -------- | -------- | ---- | ---- |
| Tây Ban Nha | 2005      | 4          | 1          | –        | –        | 4    | 1    |
| Tây Ban Nha | 2006      | 7          | 6          | 7        | 2        | 14   | 8    |
| Tây Ban Nha | 2007      | 8          | 3          | 2        | 0        | 10   | 3    |
| Tây Ban Nha | 2008      | 8          | 9          | 5        | 3        | 14   | 12   |
| Tây Ban Nha | 2009      | 8          | 5          | 5        | 6        | 13   | 11   |
| Tây Ban Nha | 2010      | 10         | 7          | 6        | 2        | 16   | 9    |
| Tây Ban Nha | 2011      | 5          | 5          | 7        | 2        | 12   | 7    |
| Tây Ban Nha | 2012      | 1          | 0          | 2        | 2        | 3    | 2    |
| Tây Ban Nha | 2013      | 6          | 3          | 4        | 0        | 10   | 3    |
| Tây Ban Nha | 2014      | 1          | 1          | 1        | 2        | 2    | 3    |
| Tây Ban Nha | 2015      | –          | –          | –        | –        | –    | –    |
| Tây Ban Nha | 2016      | –          | –          | –        | –        | –    | –    |
| Tây Ban Nha | 2017      | 1          | 0          | –        | –        | 1    | 0    |
| Tổng cộng   | Tổng cộng | 59         | 40         | 39       | 19       | 98   | 59   |

## Danh hiệu

### Câu lạc bộ
- Nguồn:[248][249]

Real Zaragoza
- Copa del Rey: 2003–04
- Supercopa de España: 2004

Valencia
- Supercopa de España: 2008

Barcelona
- La Liga: 2010–11, 2012–13
- Copa del Rey: 2011–12
- Supercopa de España: 2010, 2011
- UEFA Champions League: 2010–11
- UEFA Super Cup: 2011
- FIFA Club World Cup: 2011

Atlético Madrid
- La Liga: 2013–14
- Á quân UEFA Champions League: 2013–14

### Quốc tế
- FIFA World Cup: 2010
- UEFA Euro: 2008
- Á quân FIFA Confederations Cup: 2013

### Cá nhân
- FIFA FIFPro World11: 2010
- Đội hình xuất sắc nhất năm của UEFA: 2010
- Chiếc giày bạc FIFA World Cup 2010[200]
- Quả bóng đồng FIFA World Cup 2010[201]
- Đội bóng trong mơ FIFA World Cup 2010[202]
- Cầu thủ xuất sắc nhất trận World Cup 2010: Tây Ban Nha vs Honduras
- Chiếc giày vàng UEFA Euro 2008[167]
- Đội hình tiêu biểu của UEFA Euro 2008[168]
- Cầu thủ xuất sắc nhất vòng chung kết Euro 2008: Tây Ban Nha vs Nga, Tây Ban Nha vs Thụy Điển
- Chiếc giày đồng FIFA Confederations Cup 2009
- Đội hình tiêu biểu FIFA Confederations Cup 2009[178]
- Cầu thủ Tây Ban Nha xuất sắc nhất năm: 2005–06
- Zarra Trophy: 2005–06, 2006–07, 2008–09, 2009–10
- USSA Nam vận động viên của năm: 2010
- Giải MLS MVP: 2016[8]
- Giải thưởng ESPY Cầu thủ MLS xuất sắc nhất: 2017
- Giải MLS XI: 2016,[250] 2017[251]
- MLS All-Star: 2015,[252] 2016, 2017,[253] 2018
- Ride of Fame: tháng 9 năm 2015[254]
- Cầu thủ sáng giá nhất NYCFC: 2015,[255] 2016,[256] 2017[257]
- Mục tiêu của năm của NYCFC: 2015
- Cầu thủ tấn công của năm của NYCFC: 2016[258]
- Cầu thủ xuất sắc nhất tháng MLS: Tháng 6 năm 2017[259]
- Cầu thủ xuất sắc nhất vòng đấu MLS 2015: Vòng 2, vòng 15
- Cầu thủ xuất sắc nhất của NYCFC Etihad Airways: Tháng 7 năm 2015,[260] Tháng 4 năm 2016,[261] Tháng 9 năm 2016,[262]  Tháng 11 năm 2017
- Bàn thắng đẹp nhất năm J1 League: 2019[263]

### Thành tựu
- Vua phá lưới Valencia: 2005–06, 2006–07, 2007–08, 2008–09, 2009–10
- Vua kiến tạo La Liga: 2006–07[18]
- Cầu thủ ghi bàn nhiều nhất lịch sử tuyển Tây Ban Nha: 59 bàn
- Cầu thủ ghi bàn nhiều nhất lịch sử tuyển Tây Ban Nha trong các trận đấu tại FIFA World Cup: 9 bàn
- Cầu thủ ghi bàn nhiều nhất lịch sử New York City FC: 80 bàn
- Bàn thắng nhiều nhất trong một kỳ World Cup (của một tuyển thủ Tây Ban Nha): 5 bàn trong năm 2010
- Số bàn thắng ghi được nhiều nhất trong một năm dương lịch (của một tuyển thủ Tây Ban Nha): 12 bàn (2008, 2009)[170]
- Số trận ghi bàn liên tiếp nhiều nhất (của một tuyển thủ Tây Ban Nha): 6[172]

### Khác
- Giải thưởng Prince of Asturias: 2010
- Huy chương vàng – Huân chương Thể thao Hoàng gia Tây Ban Nha: 2011[264]